# Italienische Flugzeuge im Zweiten Weltkrieg
Im Zweiten Weltkrieg wurde eine Vielzahl von italienischen Flugzeugtypen eingesetzt, zumeist von den Luftstreitkräften des Königreichs Italien, der Regia Aeronautica.
Als Folge der alliierten Invasion in Italien und des daraus resultierenden Waffenstillstands von Cassibile im September 1943 teilte sich die italienische Luftwaffe bis zum Ende des Zweiten Weltkriegs. Im Süden des Landes kooperierte die Aeronautica Cobelligerante Italiana mit den Alliierten, im Norden kämpfte die Aviazione Nazionale Repubblicana der faschistischen Italienischen Sozialrepublik weiter an der Seite Deutschlands. Beide Kriegsparteien unterstützten die mit ihnen verbündeten italienischen Verbände mit Flugzeugen eigener Produktion. Diese sind, ebenso wie die in geringem Umfang eingesetzten französischen und jugoslawischen Beuteflugzeuge, in der folgenden Auflistung enthalten.
Die einzelnen Flugzeugtypen innerhalb einer Verwendungsgruppe sind zunächst alphabetisch nach Herstellern sortiert, dann für jeden Hersteller aufsteigend nach der Nummer der Flugzeugbezeichnung. Das Jahr des Erstflugs ist in Klammern mit angegeben; Einsatzreife war in der Regel ein bis drei Jahre nach dem Erstflug erreicht. Die Reihung der Bilder folgt dem gleichen Sortierprinzip.

## Jagdflugzeuge

### Einmotorige Jäger
- Ambrosini SAI.207 (1941)
- Caproni Vizzola F.5 (1939)
- Fiat CR.32 (1933) – Doppeldecker
- Fiat CR.42 Falco (1938) – Doppeldecker
- Fiat G.50 Freccia (1937)
- Fiat G.55 Centauro (1942) – Motor Daimler-Benz DB 605A
- IMAM Ro.41 (1934) – Doppeldecker, nurmehr als Schul- und Verbindungsflugzeug verwendet
- Macchi MC.200 Saetta (1937)
- Macchi MC.202 Folgore (1940)
- Macchi MC.205 Veltro (1942) – Motor Daimler-Benz DB 605A
- Reggiane Re.2000 Falco I (1939)
- Reggiane Re.2001 Falco II (1940)
- Reggiane Re.2002 Ariete (1940) – Jagdbomber
- Reggiane Re.2005 Sagittario (1942) – Motor Daimler-Benz DB 605A

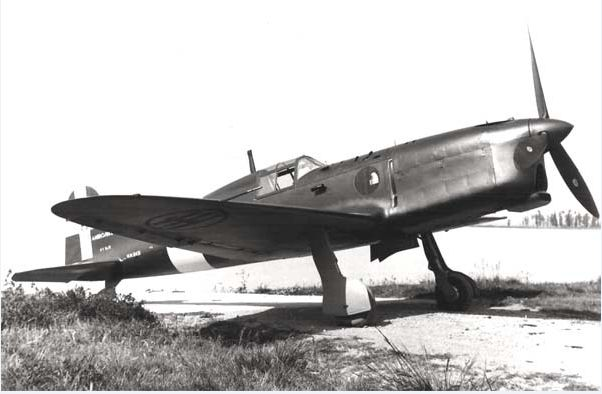
Ambrosini SAI.207
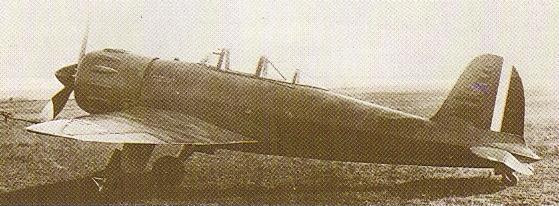
Caproni Vizzola F.5
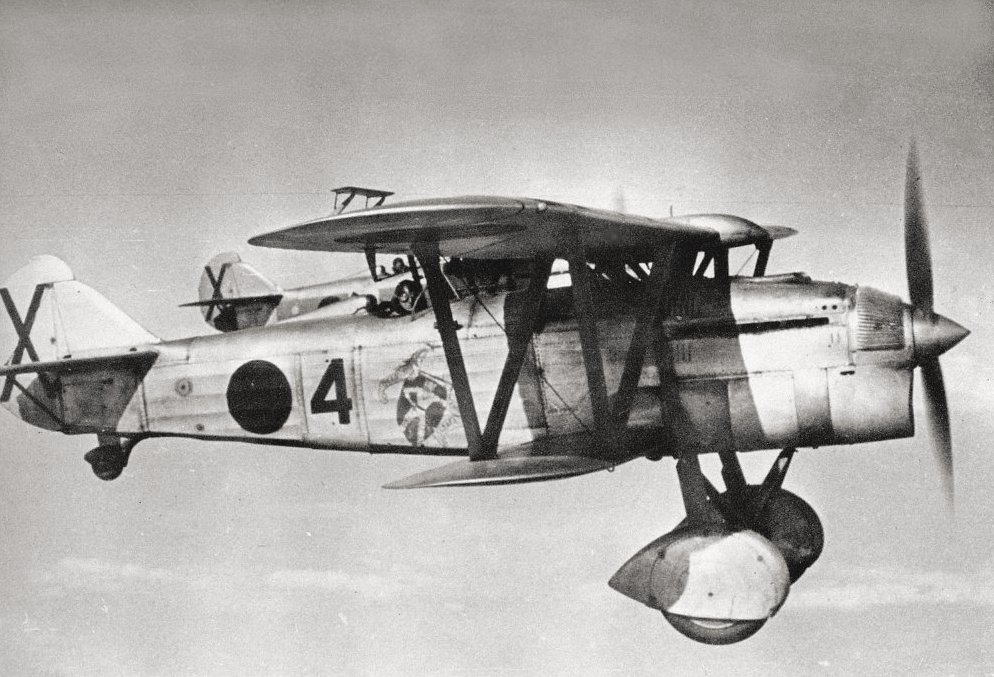
Fiat CR.32
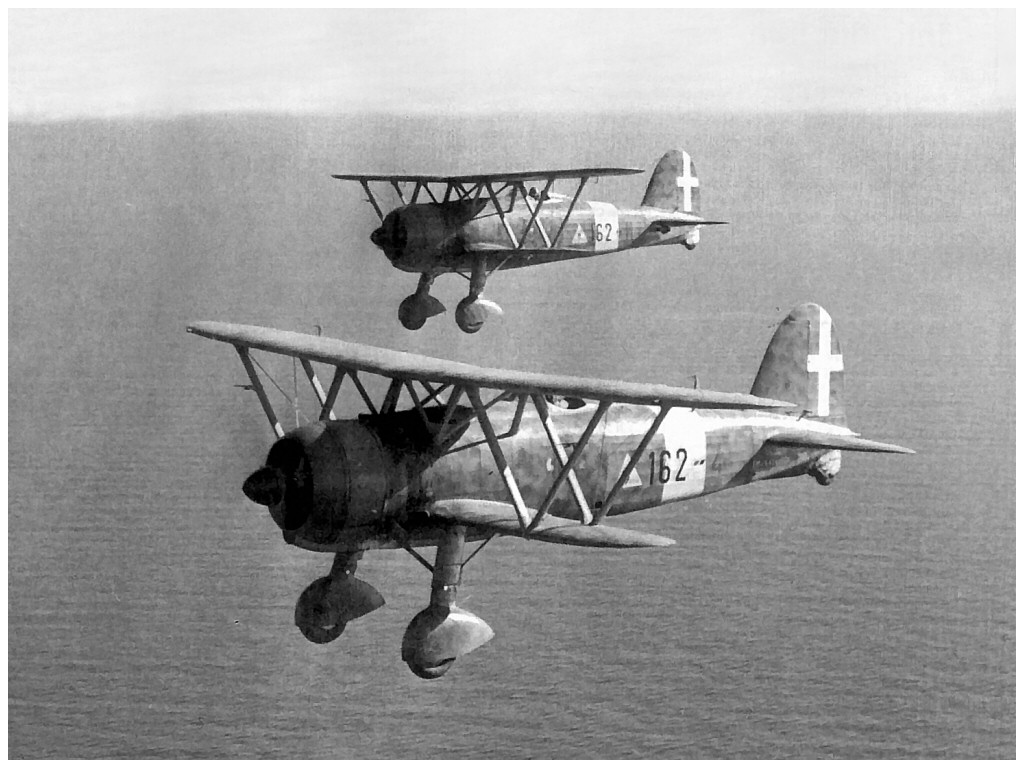
Fiat CR.42
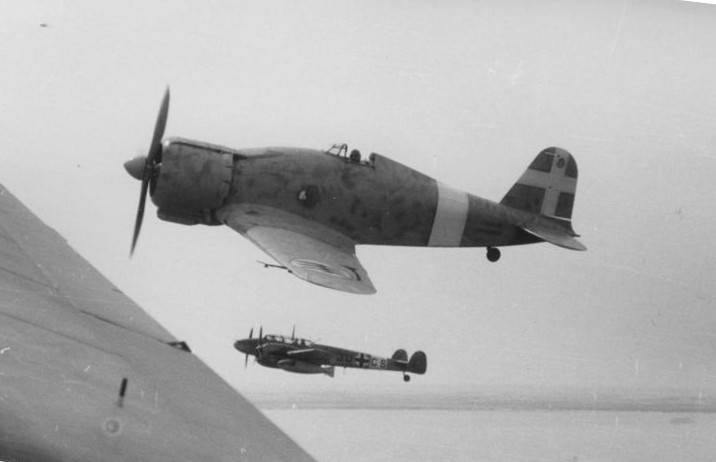
Fiat G.50 (vor Messerschmitt Bf 110)
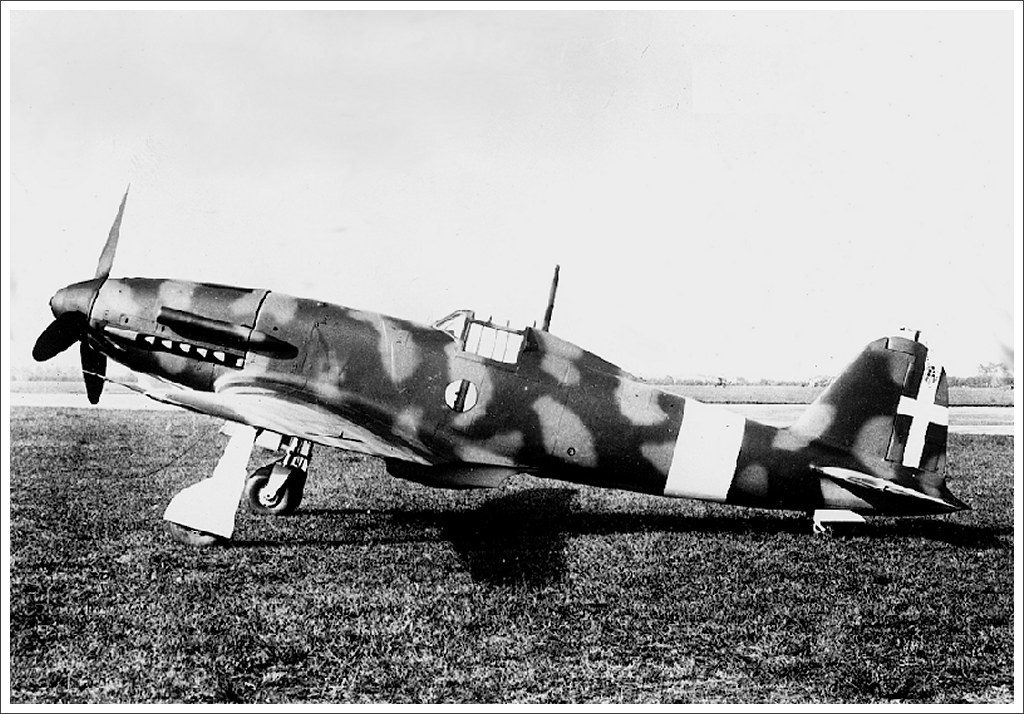
Fiat G.55
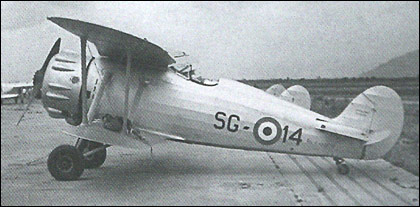
IMAM Ro.41
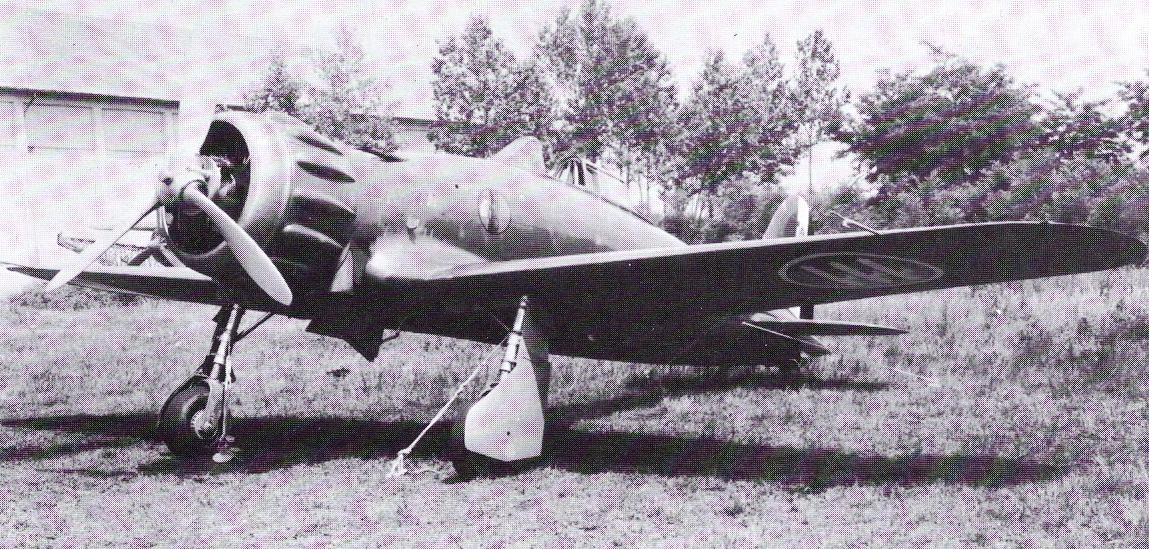
Macchi MC.200
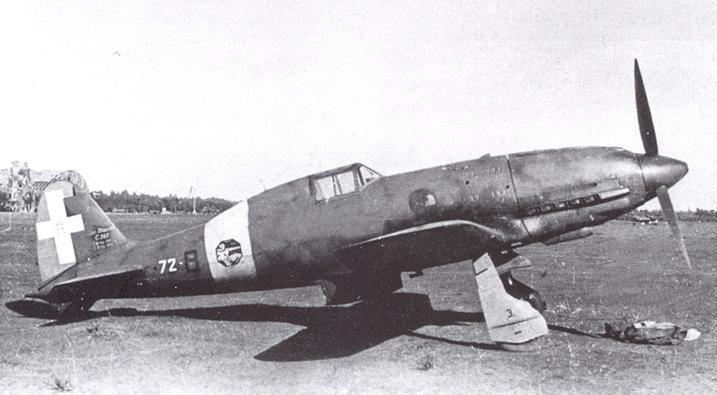
Macchi MC.202
Macchi MC.205V
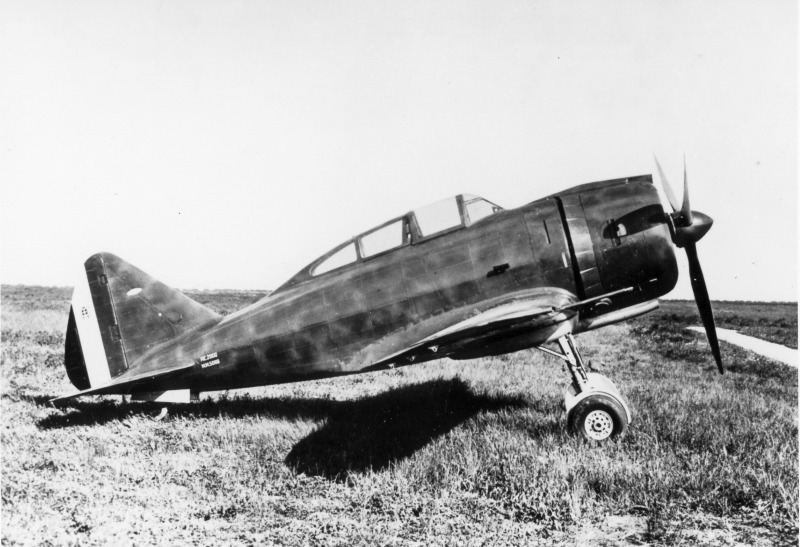
Reggiane Re.2000
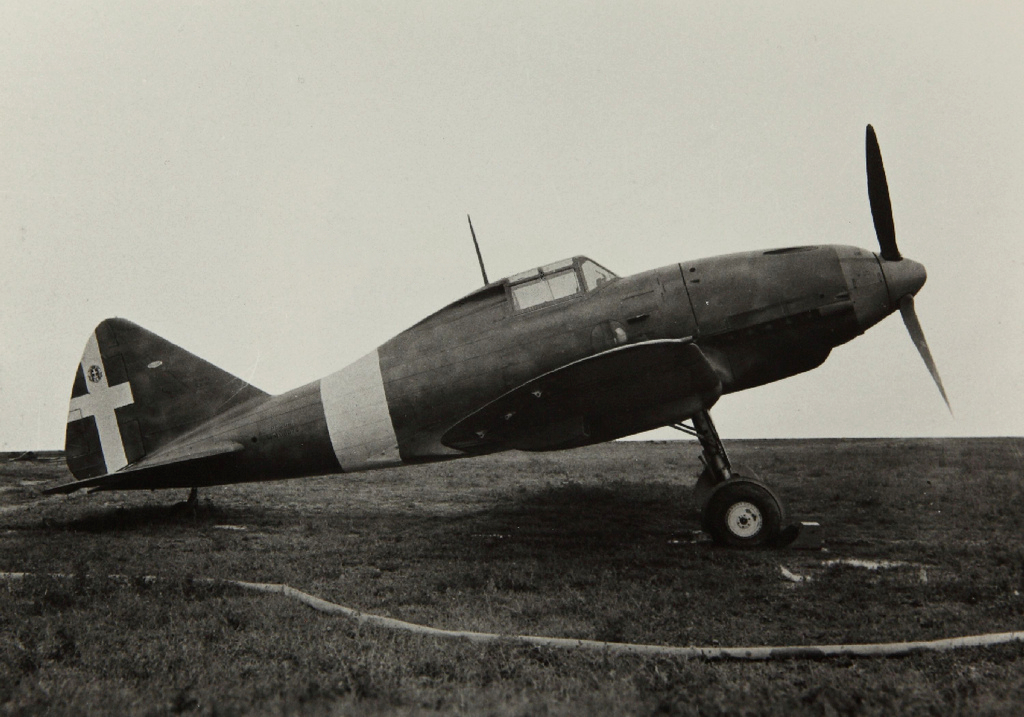
Reggiane Re.2001
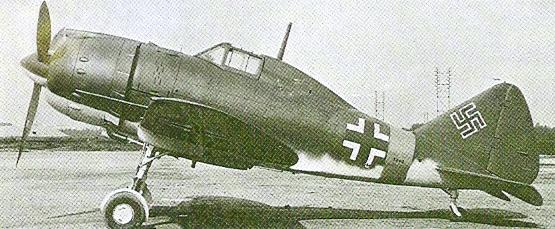
Reggiane Re.2002 im Dienst der Luftwaffe
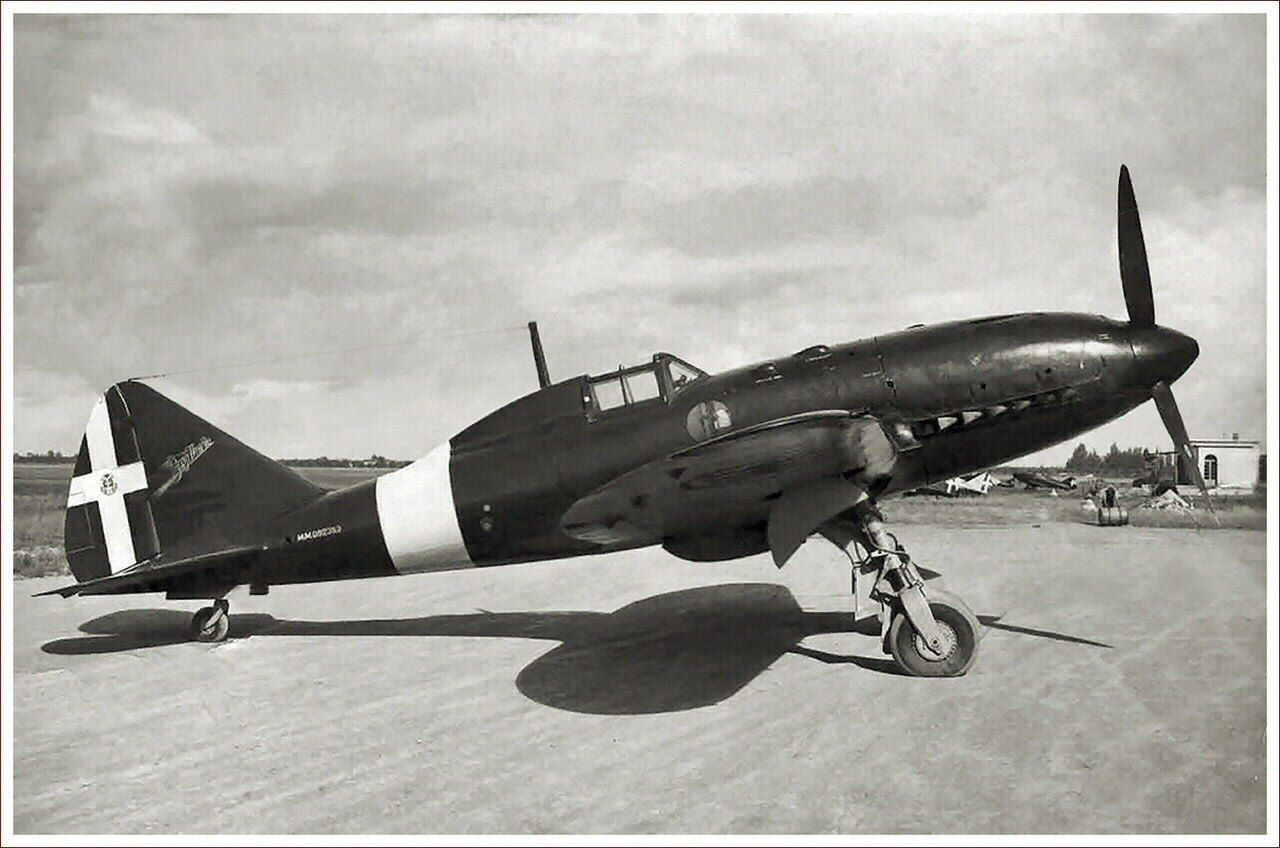
Reggiane Re.2005

### Zweimotorige Jäger
- Fiat CR.25 (1937) – Jagdaufklärer

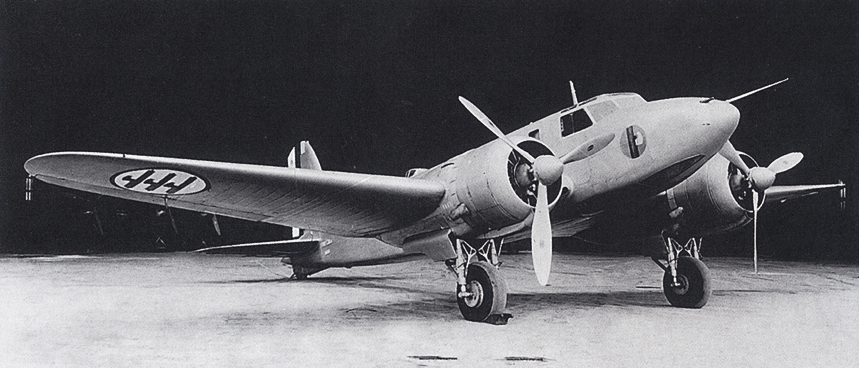
Fiat CR.25

## Bombenflugzeuge

### Sturzkampfbomber und Erdkampfflugzeuge
- Breda Ba.64 (1934)
- Breda Ba.65 Nibbio (1935)
- Breda Ba.88 Lince (1936)
- CANSA FC.20bis (1941)
- Caproni AP.1/Ca.308 (1934)
- Caproni Ca.314 (1940) – auch Torpedobomber
- IMAM Ro.57bis (1939)
- Savoia-Marchetti SM.85 (1936)

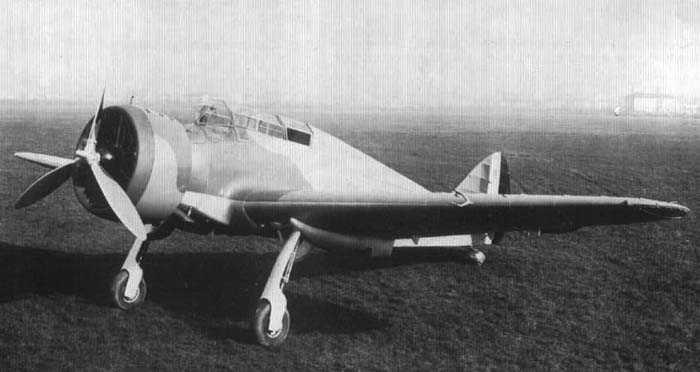
Breda Ba.64
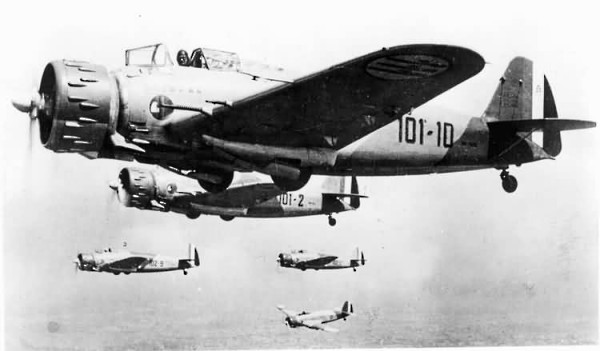
Breda Ba.65
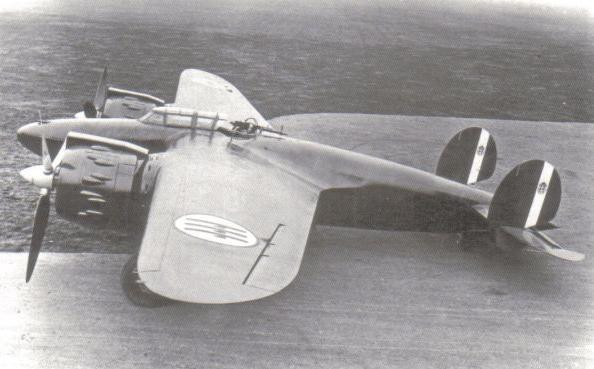
Breda Ba.88
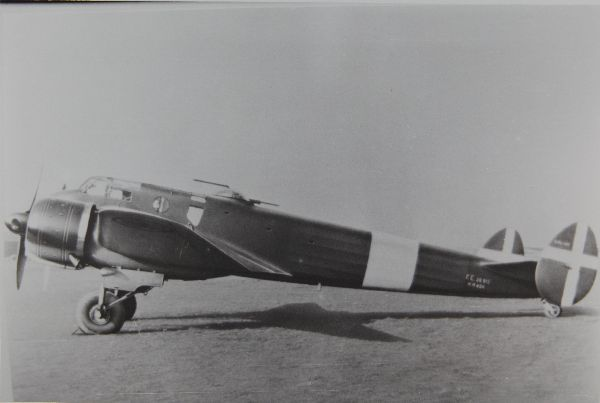
CANSA FC.20bis
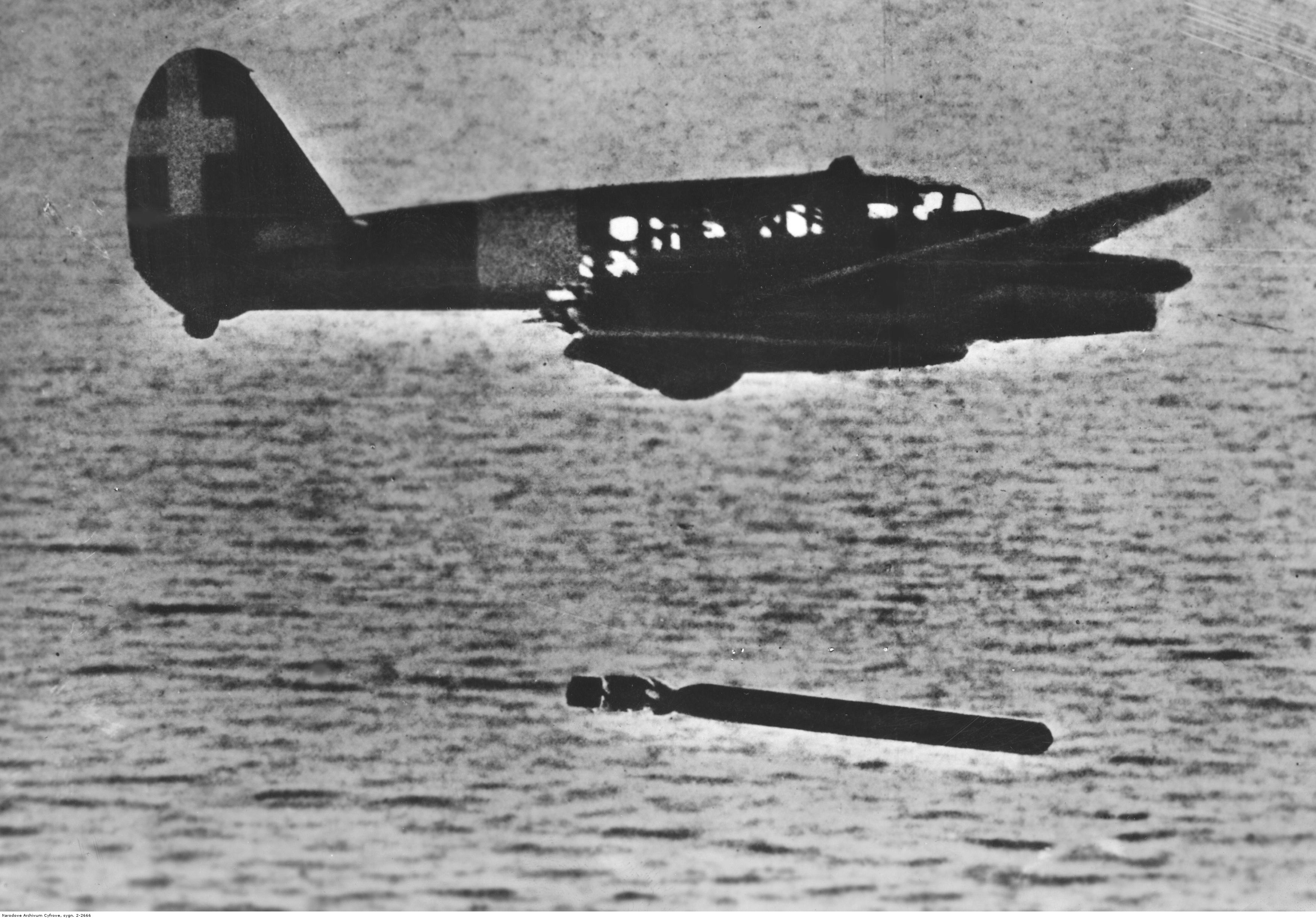
Caproni Ca.314
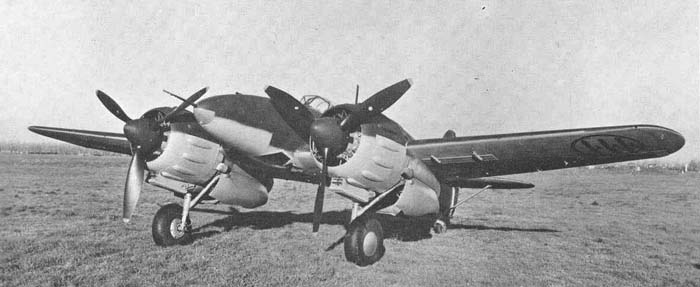
IMAM Ro.57bis
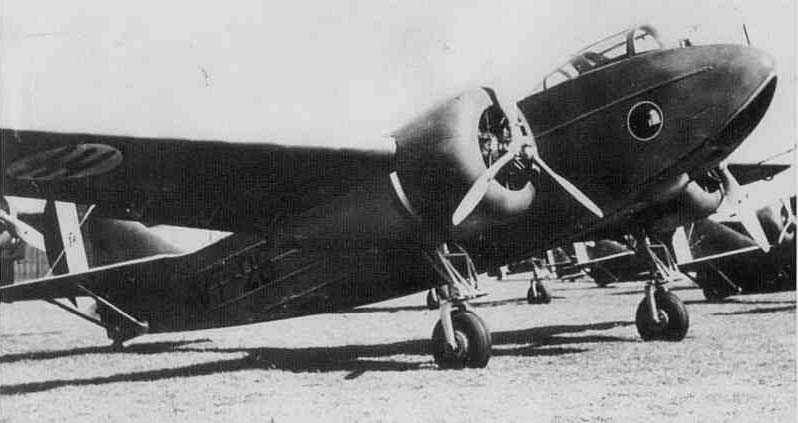
Savoia-Marchetti SM.85

### Mittlere Bomber
- CANT Z.1007 Alcione (1937) – dreimotorig
- CANT Z.1011 (1936) – nurmehr als Transportflugzeug verwendet
- CANT Z.1018 Leone (1939)
- Caproni Ca.135 (1935)
- Fiat BR.20 Cicogna (1936)
- Savoia-Marchetti SM.79 Sparviero (1934) – dreimotorig, auch Torpedobomber
- Savoia-Marchetti SM.81 Pipistrello (1934) – dreimotorig, auch Transportflugzeug
- Savoia-Marchetti SM.84 (1940) – dreimotorig, auch Torpedobomber

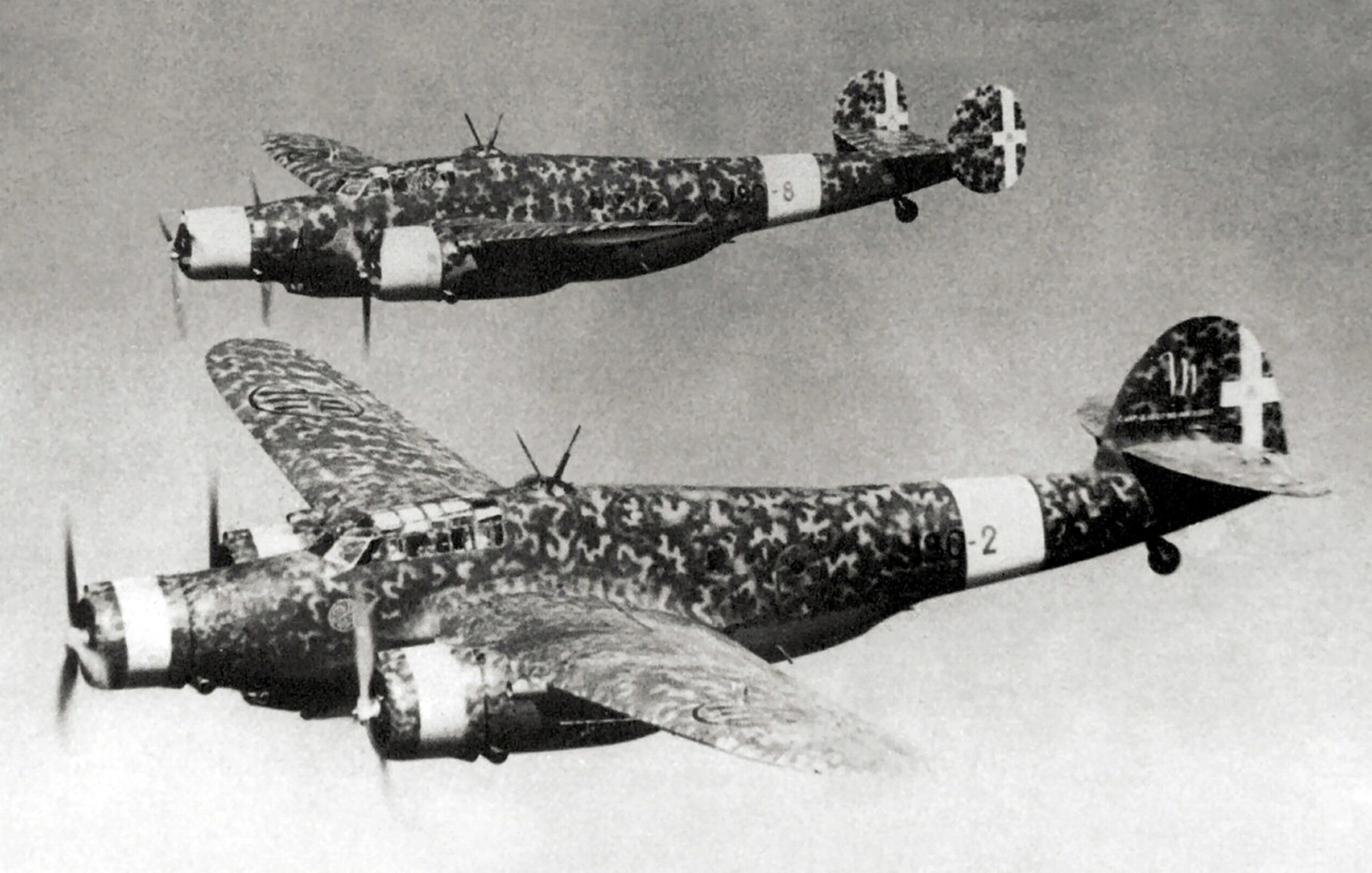
CANT Z.1007
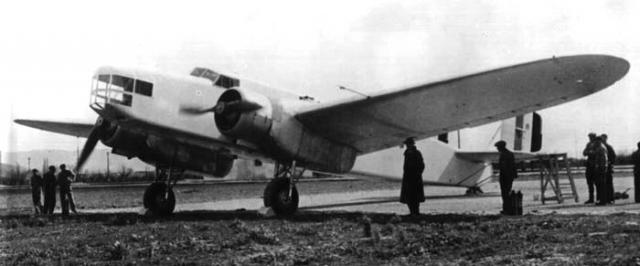
CANT Z.1011
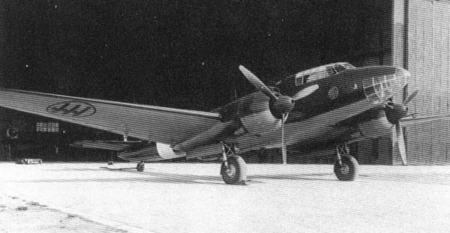
CANT Z.1018
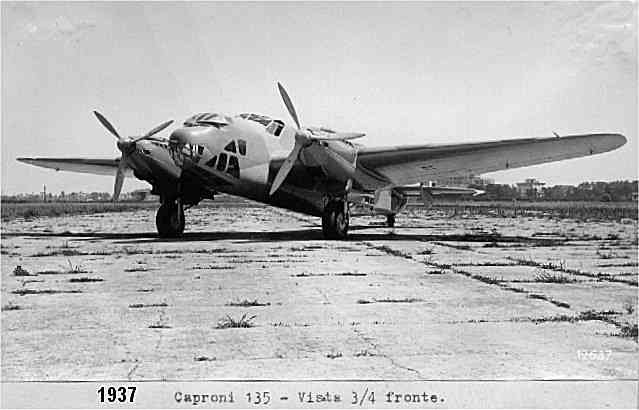
Caproni Ca.135
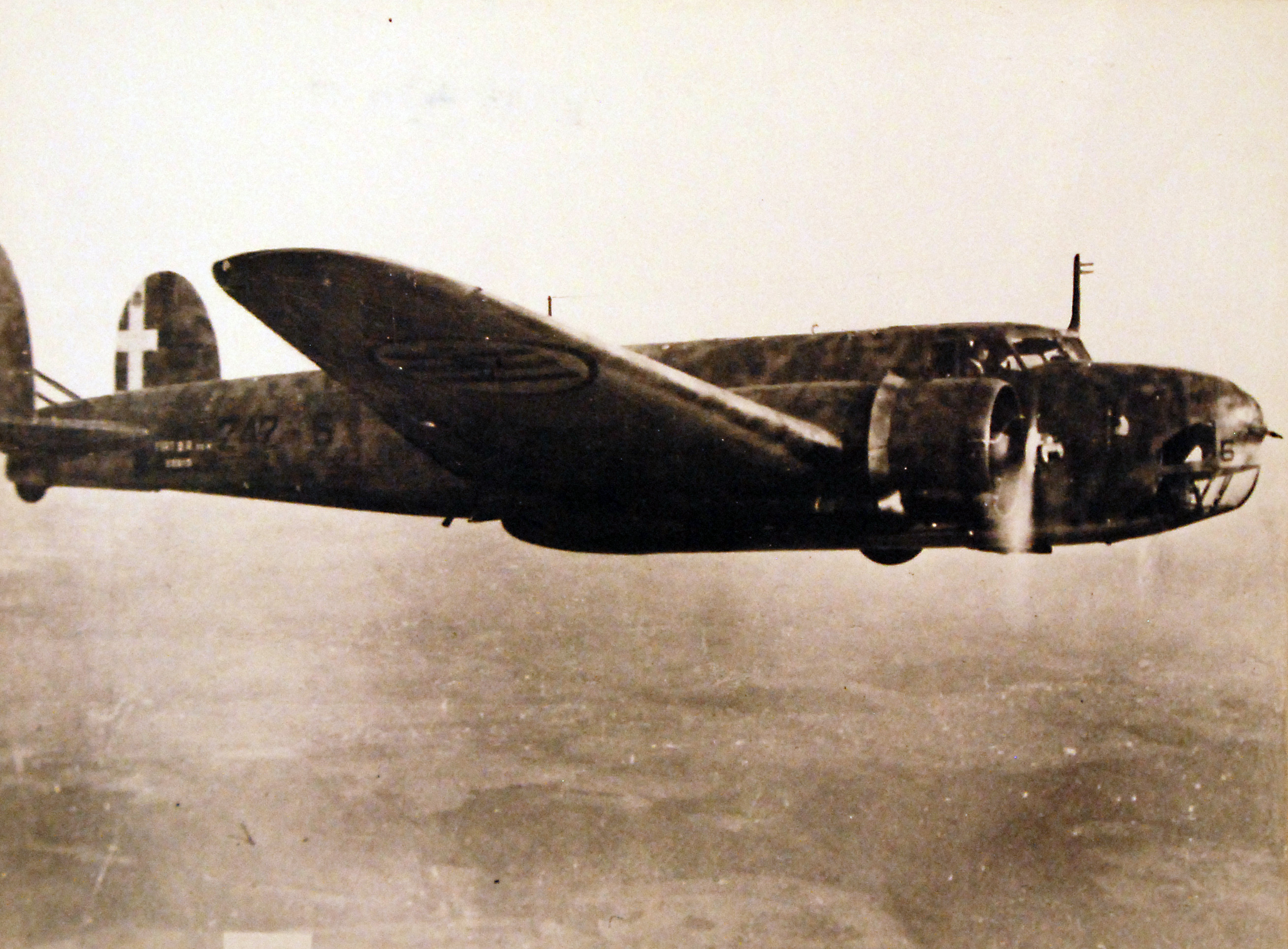
Fiat BR.20
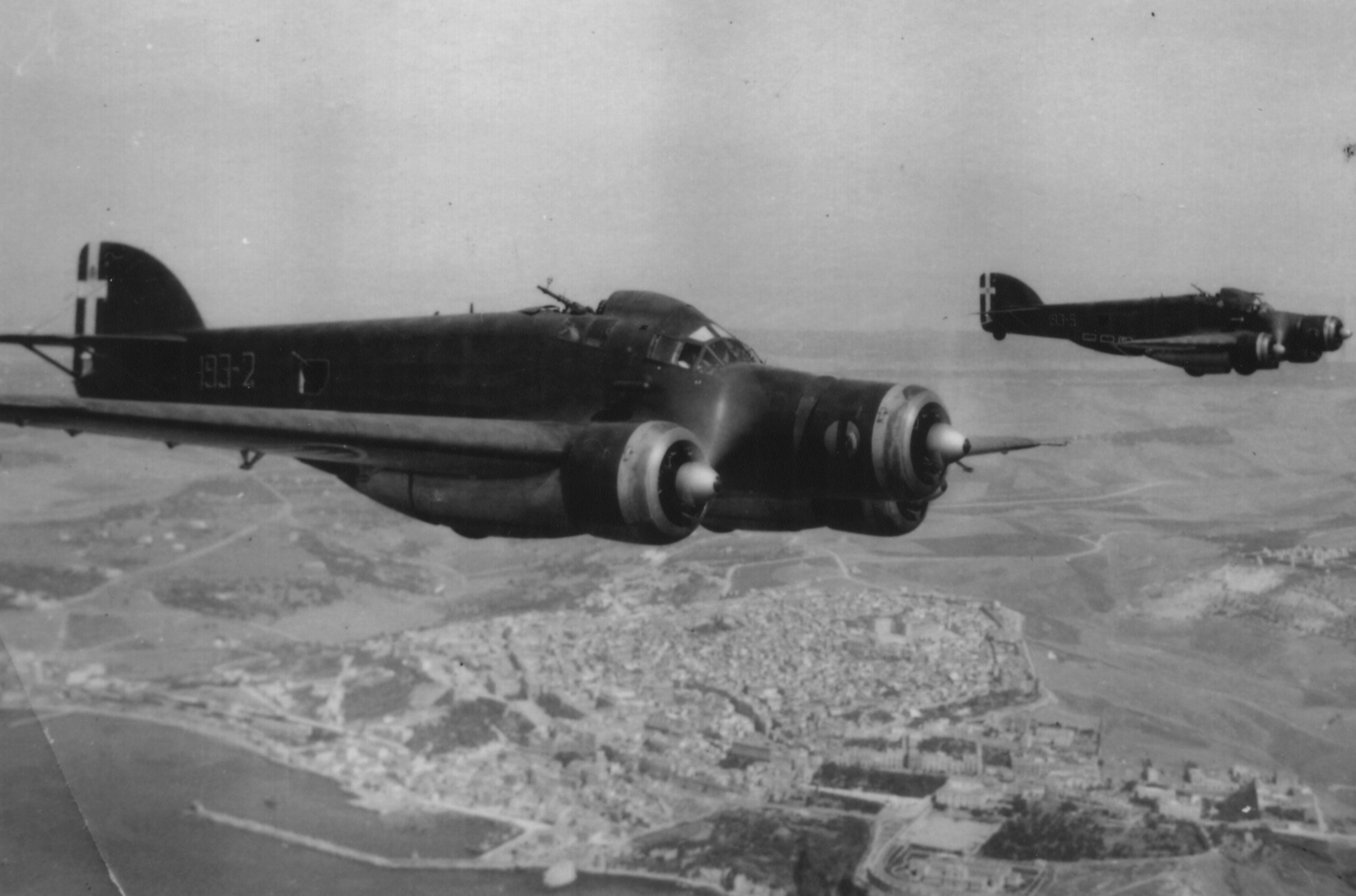
Savoia-Marchetti SM.79
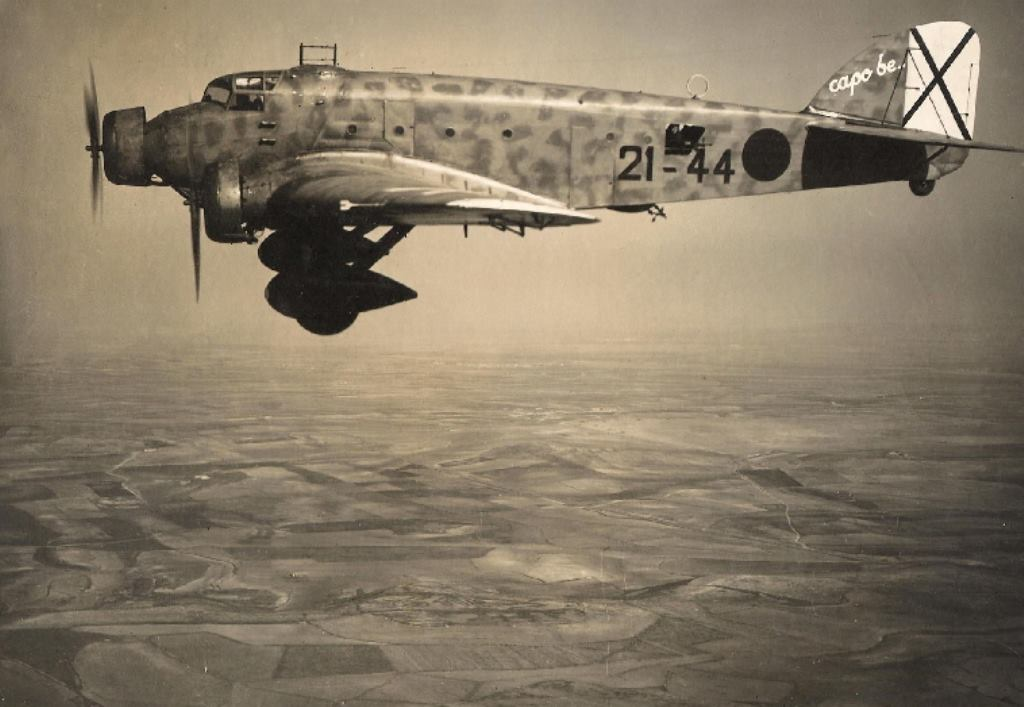
Savoia-Marchetti SM.81 in Spanien
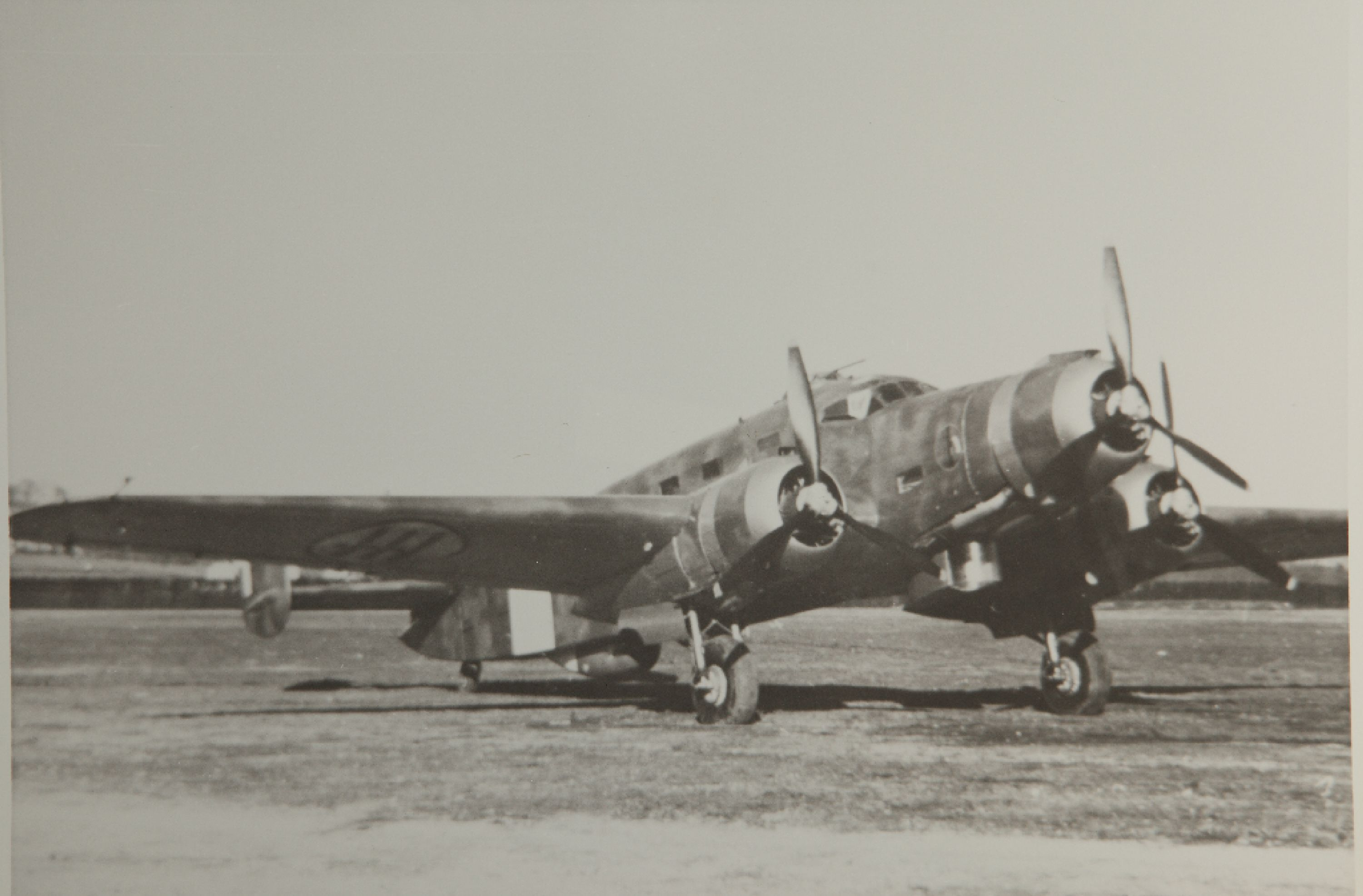
Savoia-Marchetti SM.84

### Schwere Bomber
- Piaggio P.108B Bombardiere (1939) – Bombervariante der P.108

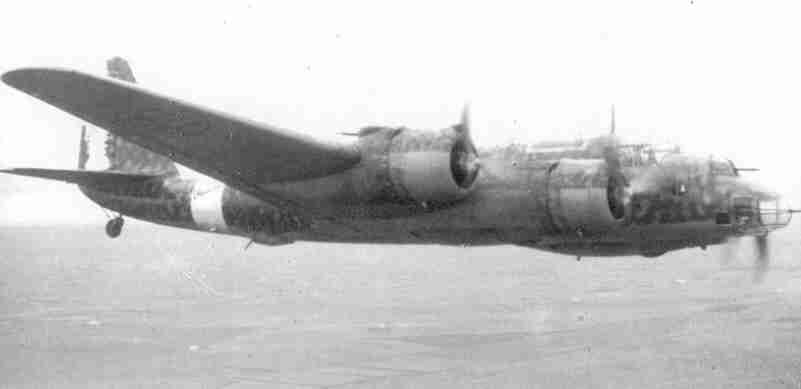
Piaggio P.108B

## Aufklärungsflugzeuge
Die Aufklärer der Regia Aeronautica waren alle auch als leichte Bomber einsetzbar.

### Einmotorige Aufklärer
- Caproni Ca.111 (1932) – Hochdecker
- IMAM Ro.37 (1933) – Doppeldecker

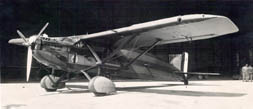
Caproni Ca.111
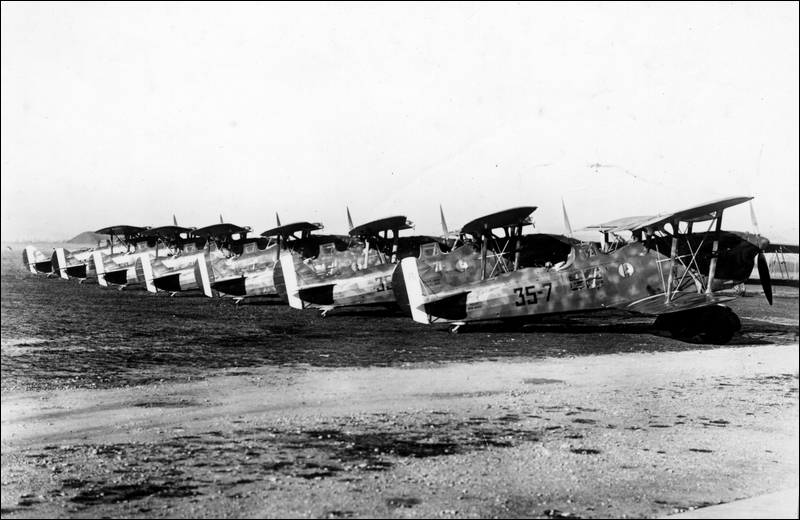
IMAM Ro.37

### Zweimotorige Aufklärer
- Caproni Ca.309 Ghibli (1937) – Militärversion der Ca.308, festes Fahrwerk
- Caproni Ca.310 Libeccio (1937) – Weiterentwicklung der Ca.309, einziehbares Fahrwerk
- Caproni Ca.311 (1939)
- Caproni Ca.312 (1938) – urspr. norwegische und belgische Bestellung, von der Regia Aeronautica übernommen
- Caproni Ca.313 (1939)

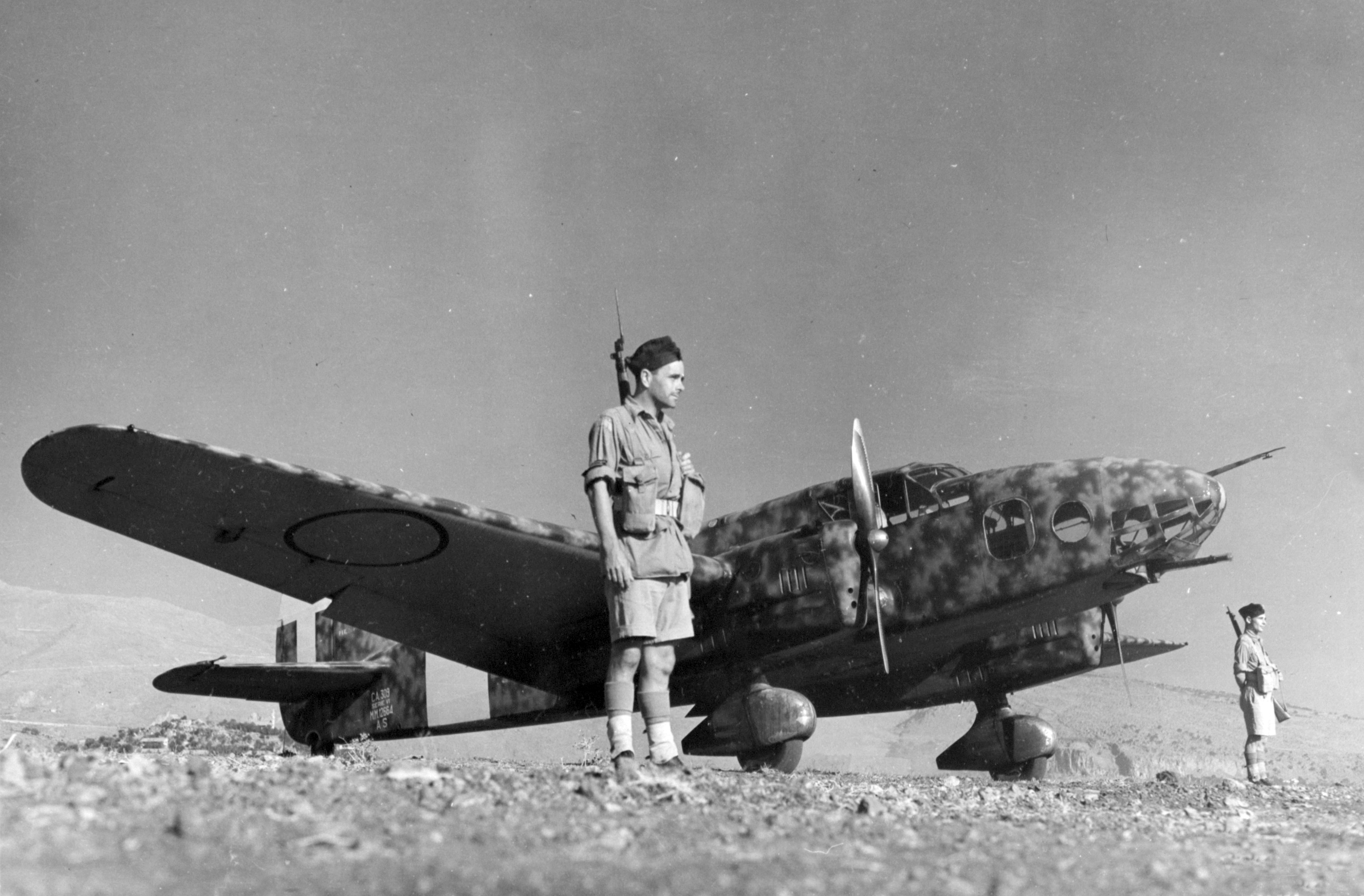
Caproni Ca.309
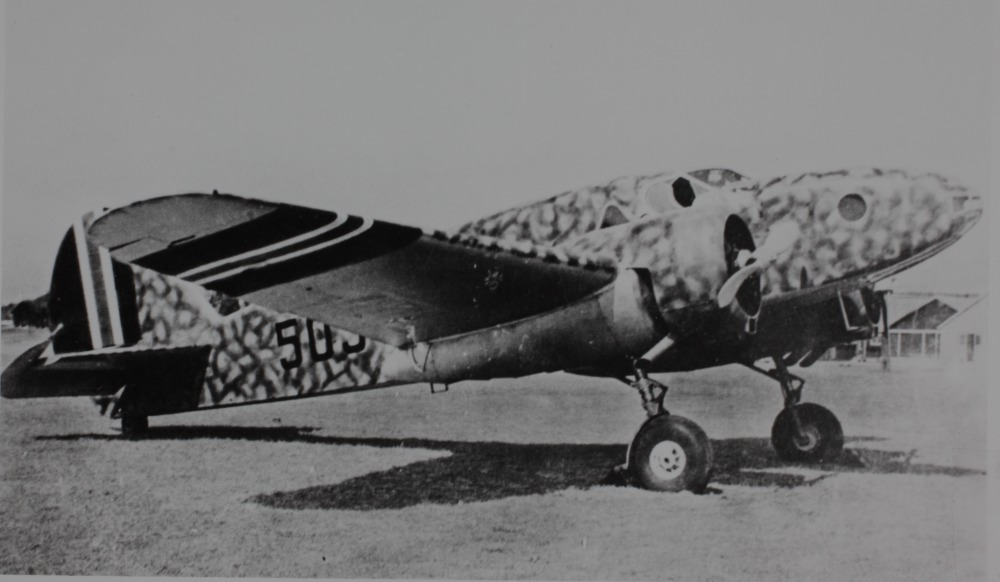
Caproni Ca.310
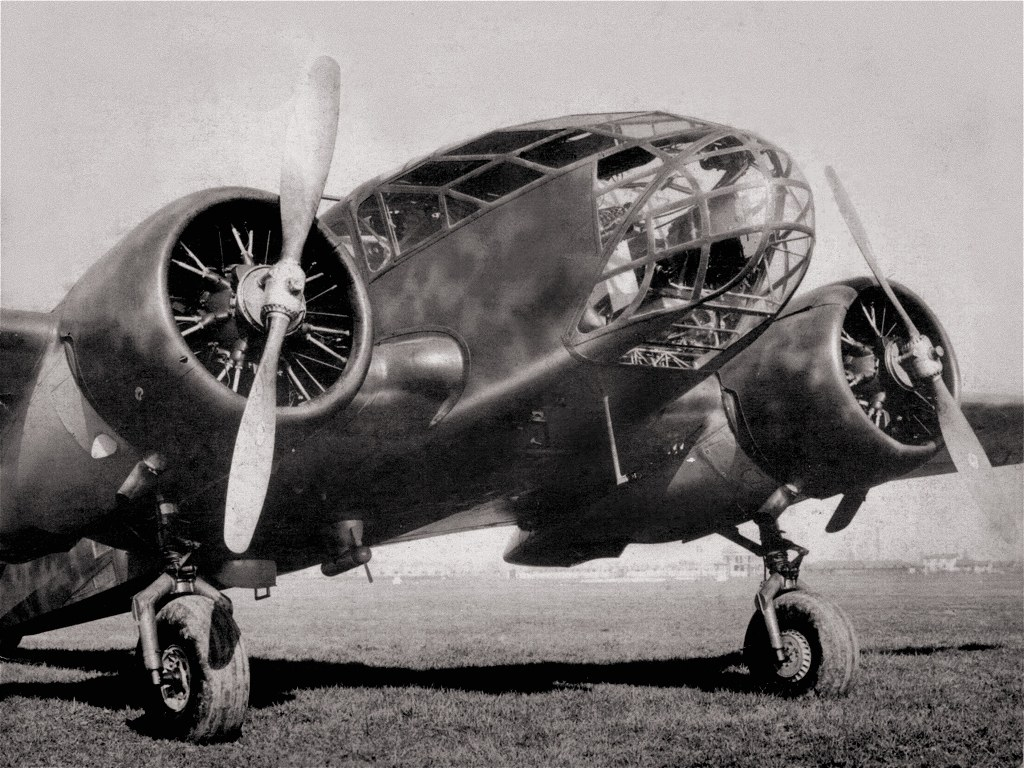
Caproni Ca.311
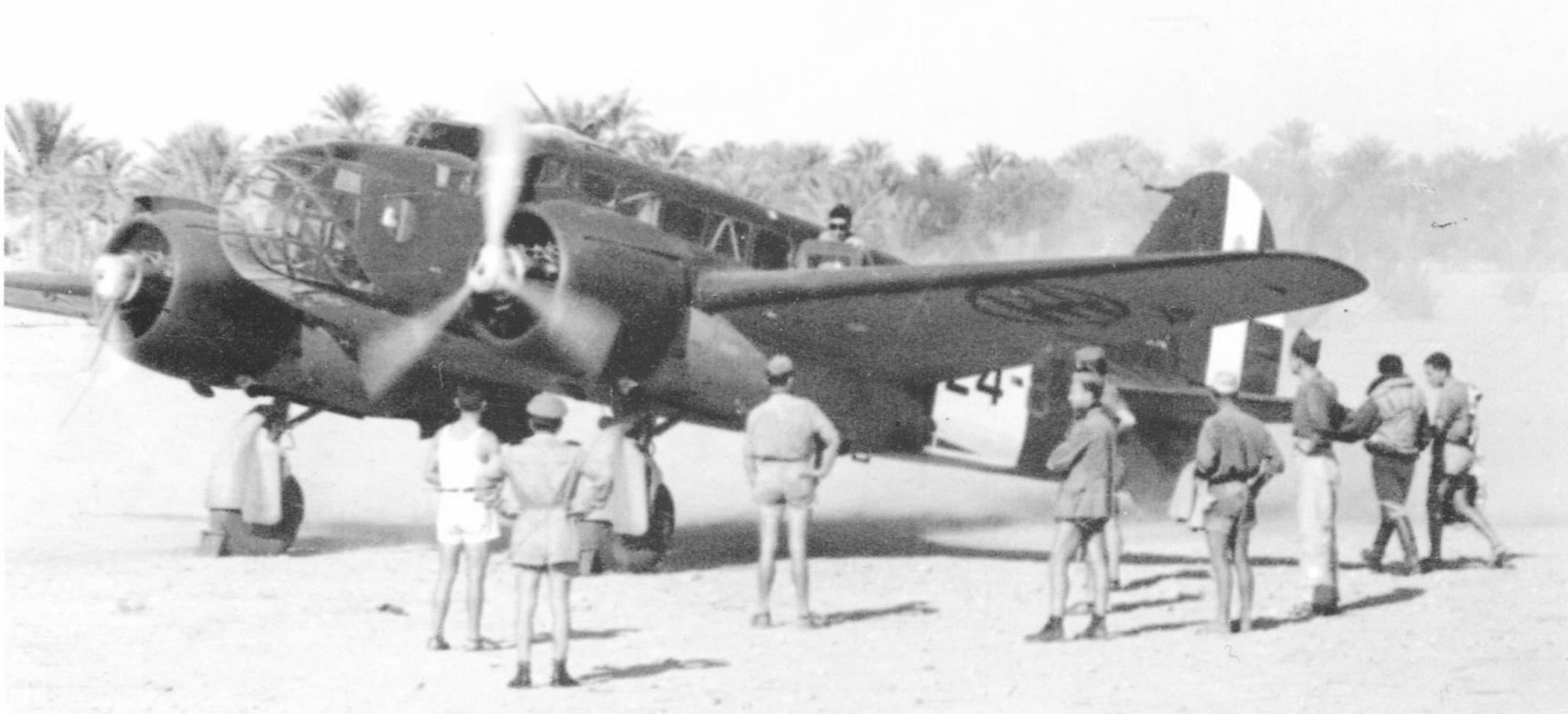
Caproni Ca.312
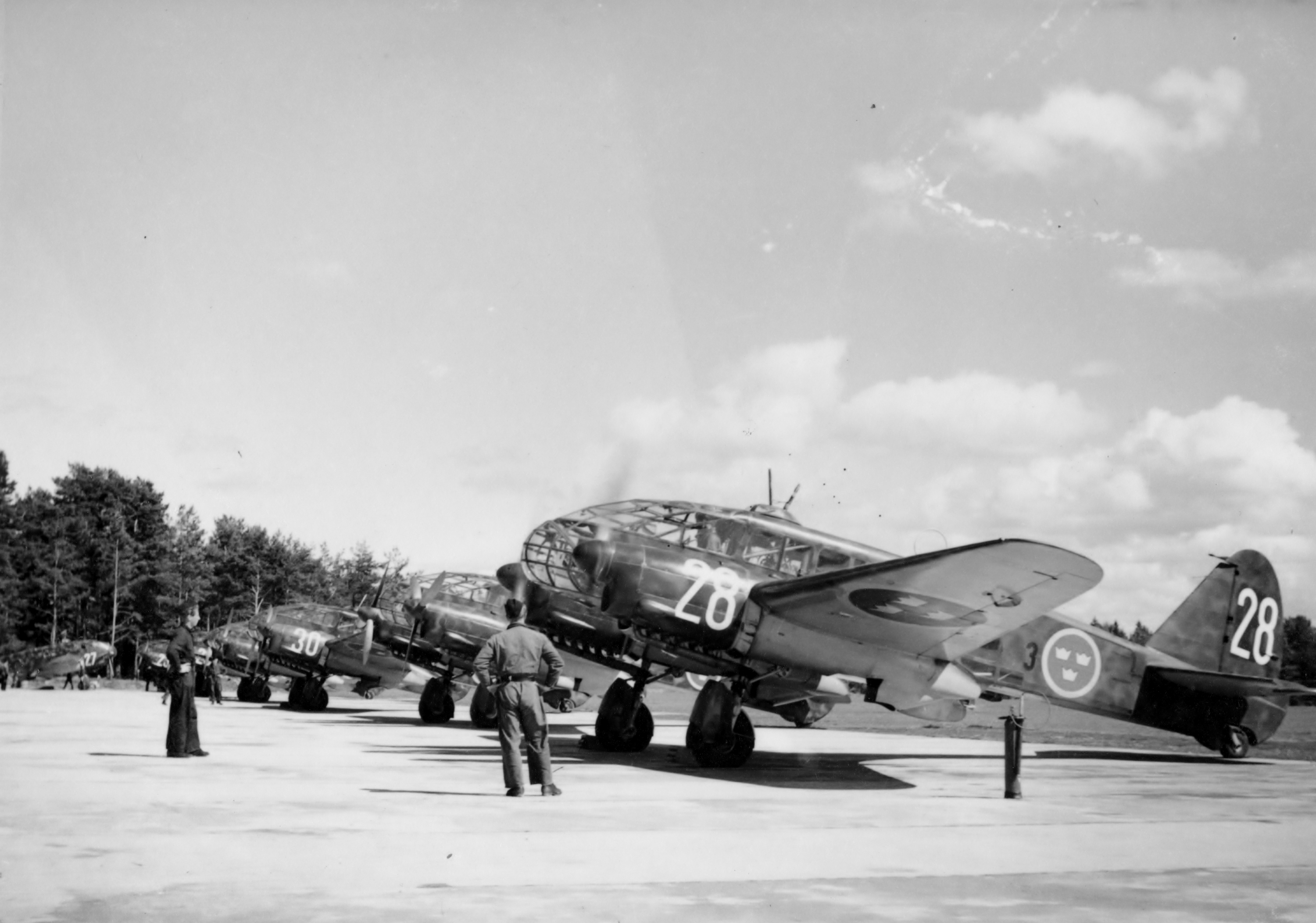
Caproni Ca.313 im Dienst der Flygvapnet

## Transportflugzeuge und Lastensegler

### Transportflugzeuge
- Caproni Ca.133 Caprona (1934) – dreimotorig, auch als Behelfsbomber einsetzbar
- Caproni Ca.148 (1938) – verlängerte Ca.133
- Fiat G.12 (1940) – dreimotorig, als Verkehrsflugzeug geplant, zuerst als Transportflugzeug gebaut
- Piaggio P.108C/T (1939) – Zivil- und Transportervarianten der P.108
- Savoia-Marchetti SM.82 Marsupiale (1938) – dreimotorig, auch als Behelfsbomber einsetzbar
- Savoia-Marchetti SM.95 (1943) – viermotorig, nach dem Krieg als Verkehrsflugzeug zur Alitalia

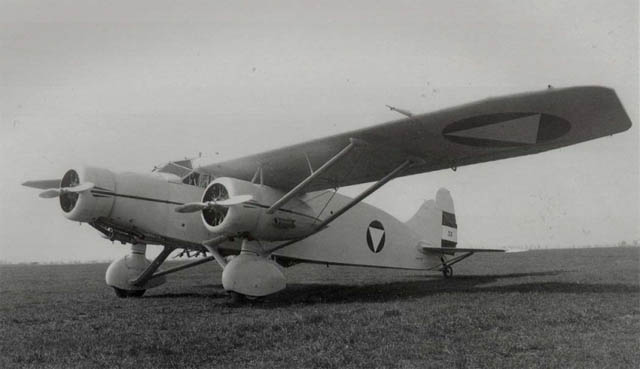
Caproni Ca.133 der österreich. Luftwaffe
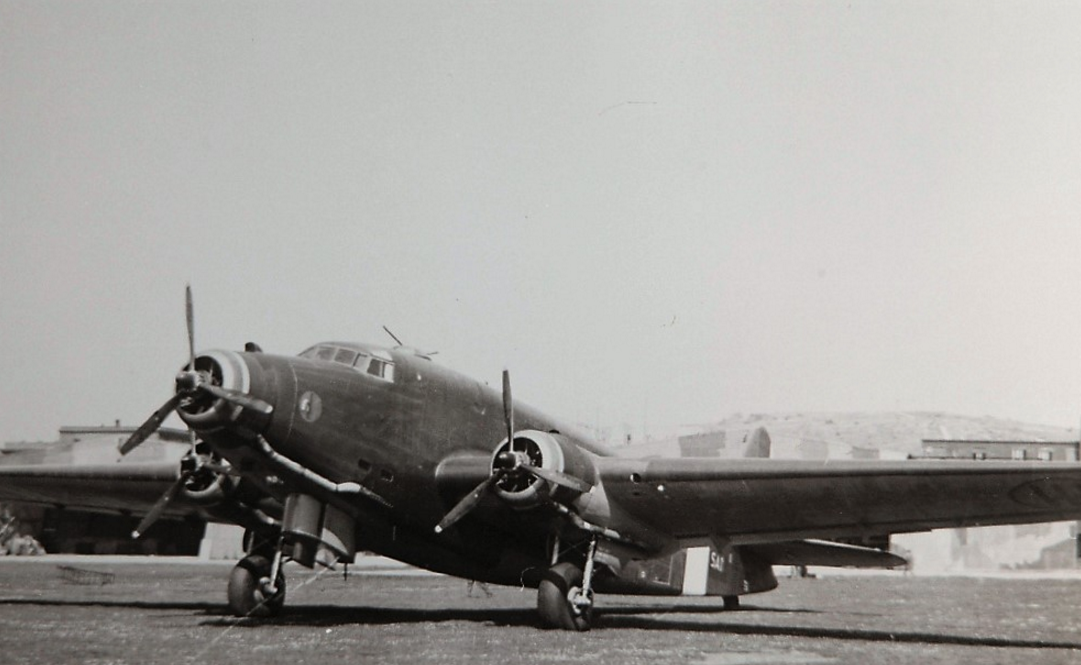
Savoia-Marchetti SM.82
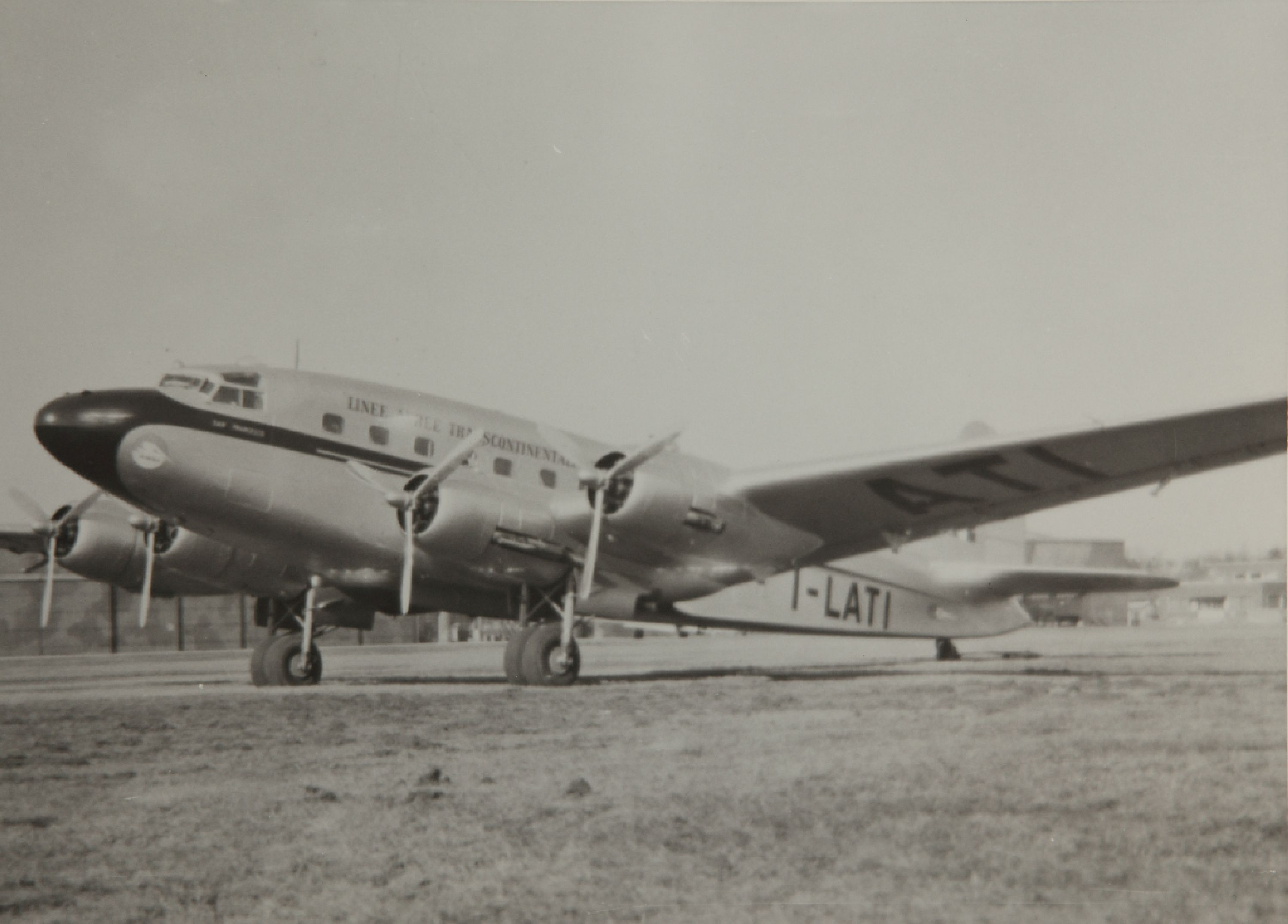
Savoia-Marchetti SM.95

### Übernommene Verkehrsflugzeuge
Die staatliche Ala Littoria entstand 1934 durch Fusion aller italienischen Fluggesellschaften, mit Ausnahme der zum Fiat-Konzern gehörigen Avio Linee Italiane. Nach dem Kriegseintritt Italiens im Juni 1940 wurden Verkehrsflugzeuge beider Gesellschaften als Transportflugzeuge in die Regia Aeronautica übernommen.
Verkehrsflugzeuge der Ala Littoria:
- Breda Ba.44 (1934) – Doppeldecker, Weiterentwicklung der De Havilland DH.89 Dragon Rapide
- Caproni Ca.133 (1934) – Zivilversion der Ca.133
- Douglas DC-3 (1935) – Einzelstück I-EMOS, 1940 beschlagnahmte Sabena-Maschine OO-AUH
- Fokker F.VII (1924) – dreimotorig
- IMAM Ro.10 – Lizenzbau der Fokker F.VII (1924), ursprünglich von der Avio Linee Italiane beschafft
- Junkers Ju 52/3m (1932) – dreimotorig, beschafft für die Fluglinien von Venedig nach München, Berlin, Wien und Budapest
- Savoia-Marchetti S.73 (1934) – dreimotorig
- Savoia-Marchetti S.74 (1934) – viermotorig
- Savoia-Marchetti SM.75 Marsupiale (1937) – dreimotorig
- Savoia-Marchetti SM.83 (1937) – dreimotorig, Zivilversion des Bombers SM.79

Verkehrsflugzeuge der Avio Linee Italiane:
- Douglas DC-2 (1934) – Einzelstück I-EROS
- Fiat APR.2 (1935) – Einzelstück I-VEGA
- Fiat G.12 (1940) – dreimotorig
- Fiat G.18 (1935)
- Savoia-Marchetti S.73 (1934) – dreimotorig

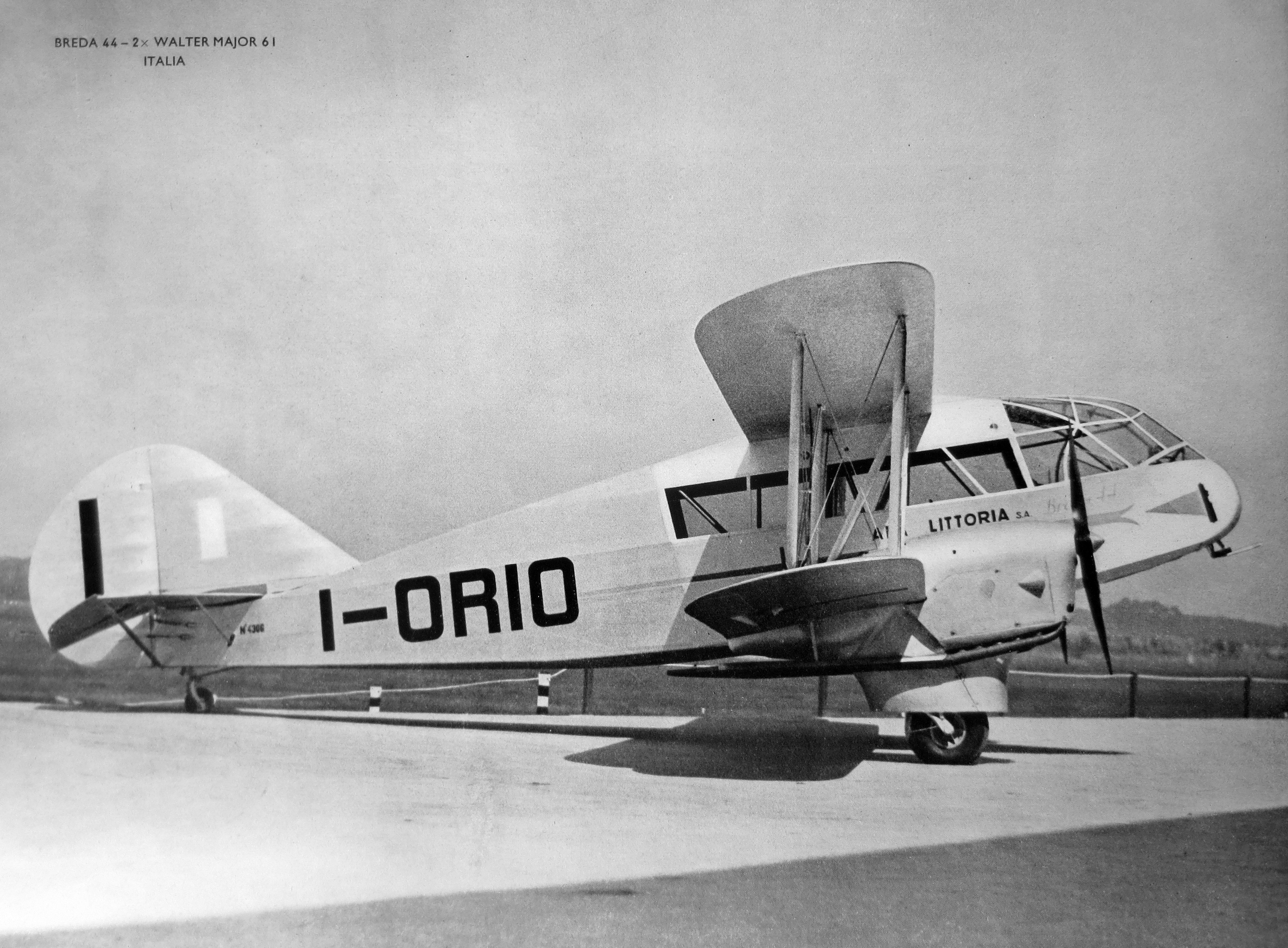
Breda Ba.44
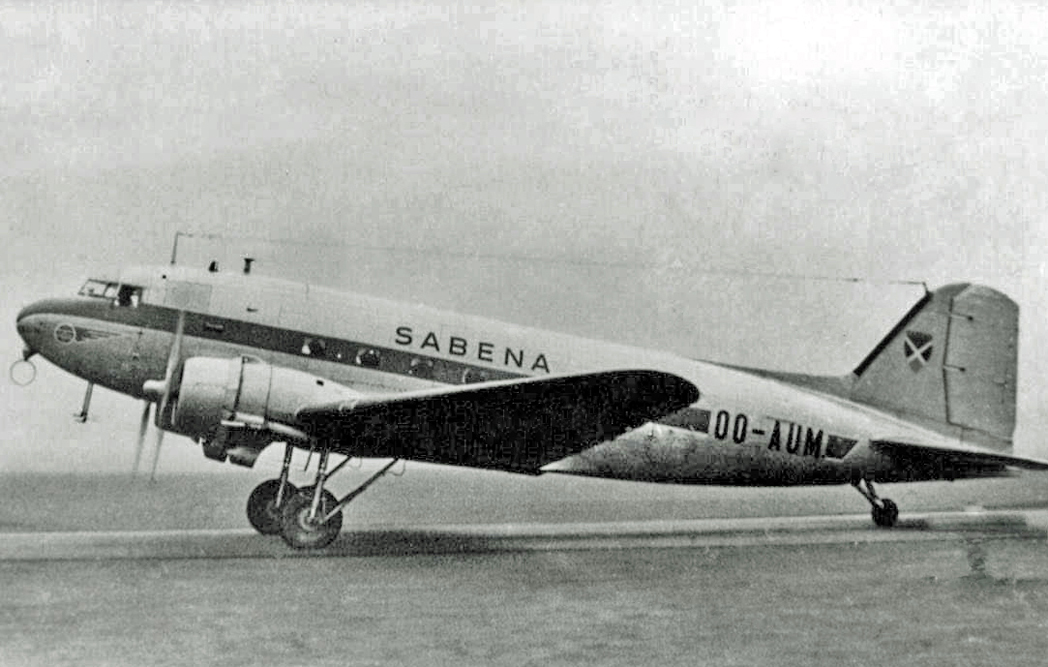
Douglas DC-3 der Sabena
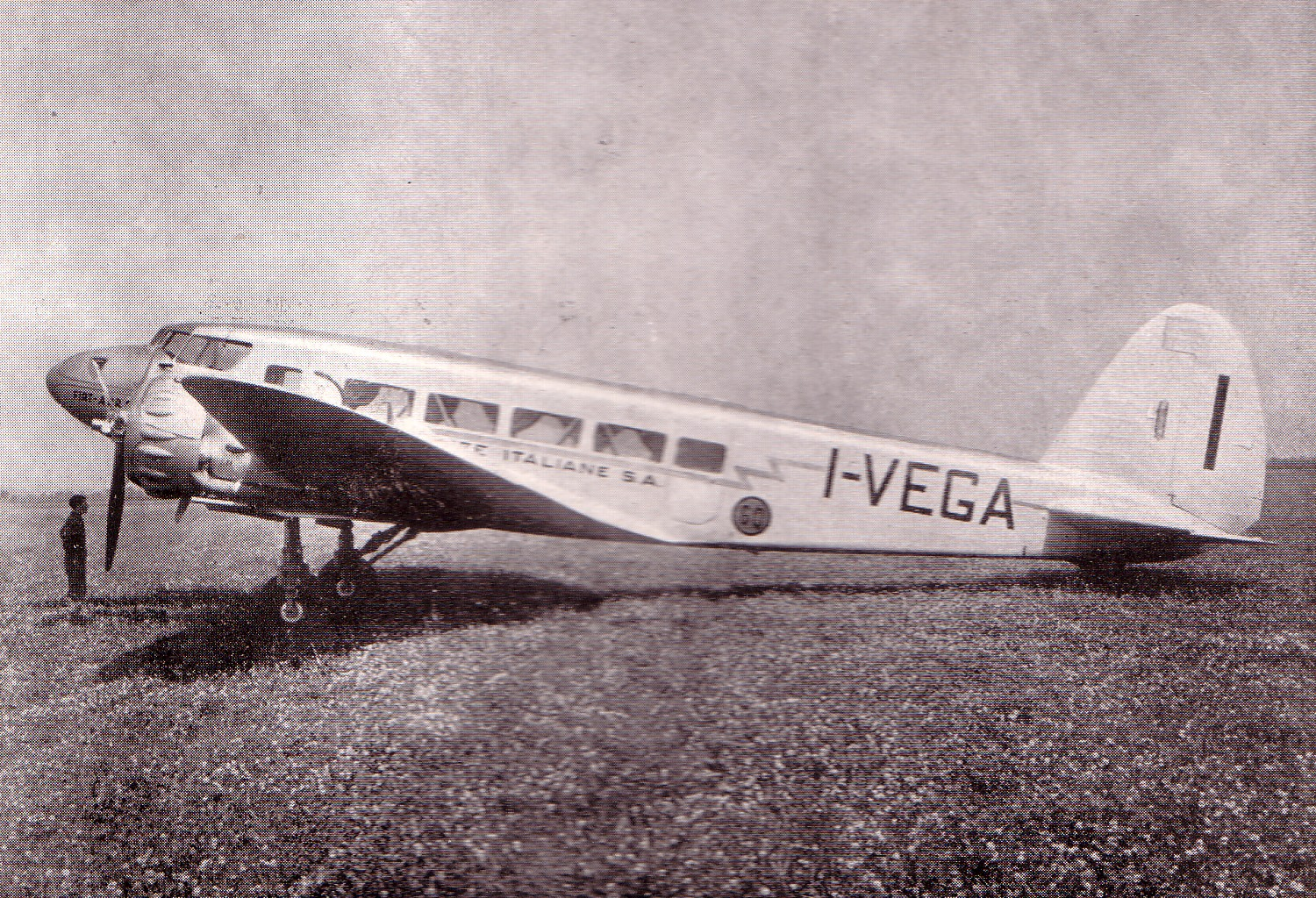
Fiat APR.2
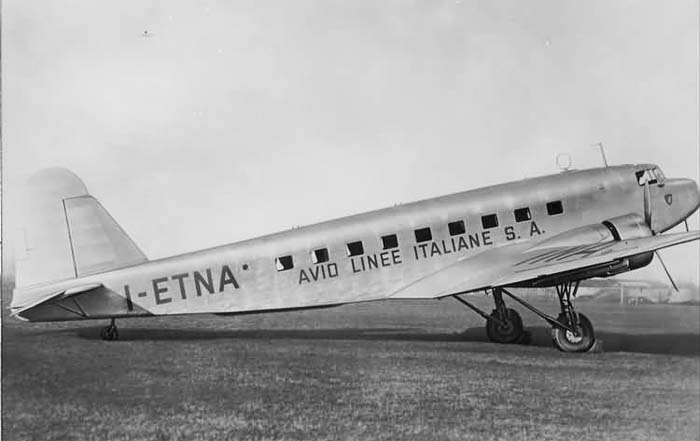
Fiat G.18
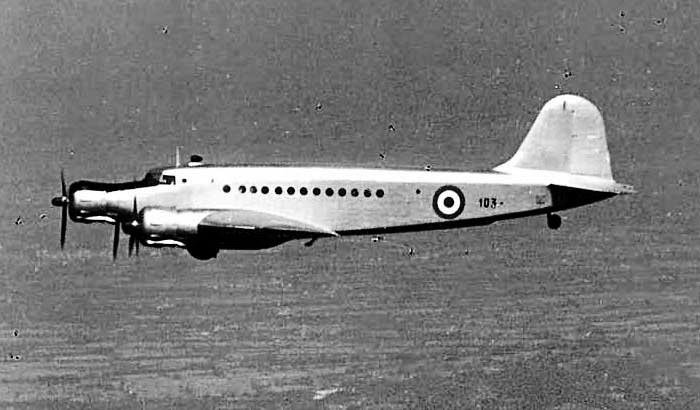
Fiat G.12
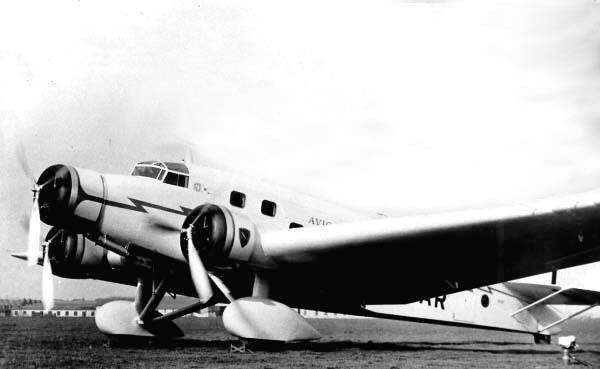
Savoia-Marchetti S.73
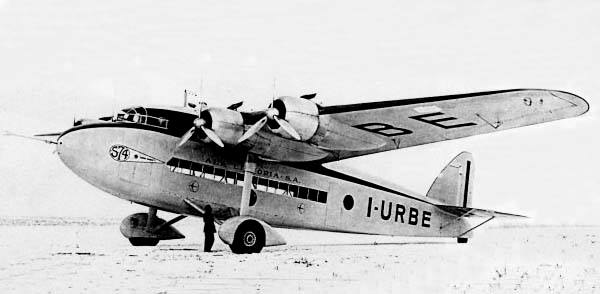
Savoia-Marchetti S.74
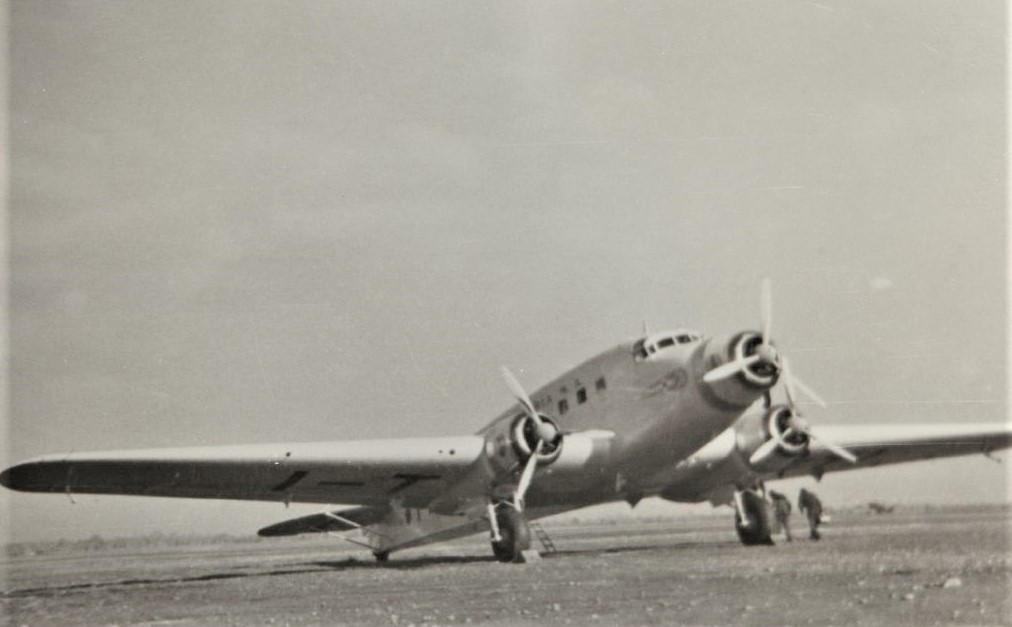
Savoia-Marchetti SM.75
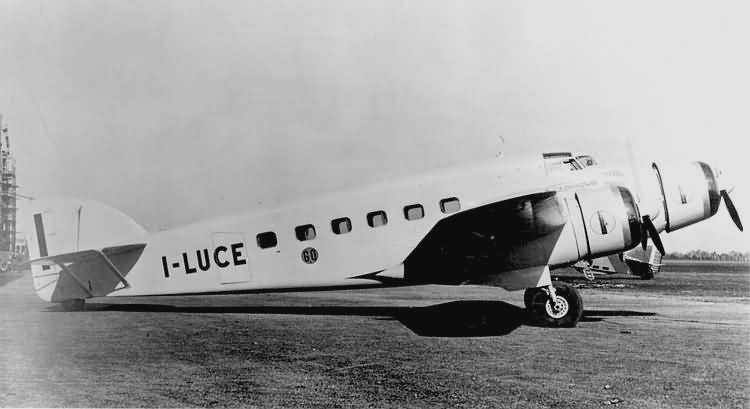
Savoia-Marchetti SM.83

### Lastensegler
- Aeronautica Lombarda AL-12P (1943)

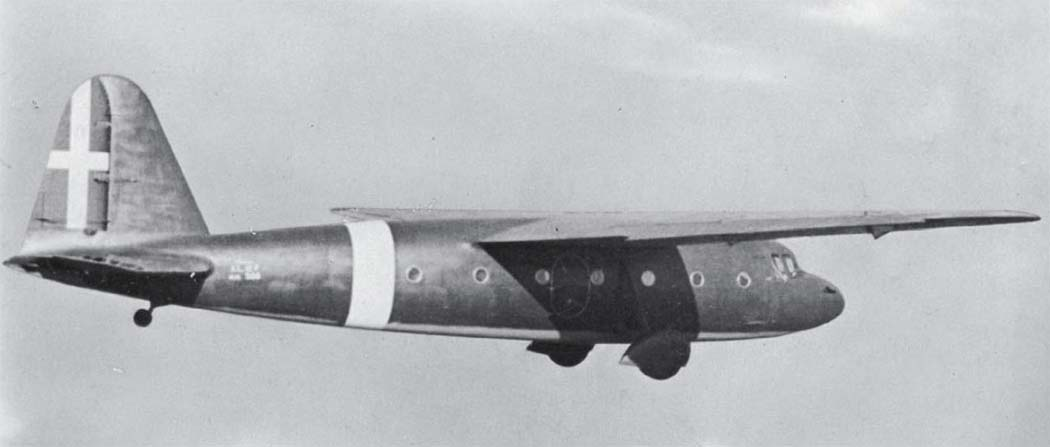
Aeronautica Lombarda AL-12P

## Schul- und Verbindungsflugzeuge

### Schulflugzeuge
- Ambrosini SAI.10 Grifone (1939) – Hochdecker
- AVIA FL.3 (1939) – Kabinenflugzeug
- Breda Ba.25 (1931) – Doppeldecker
- Breda Ba.28 (1936) – Weiterentwicklung der Ba.25 mit stärkerem Motor
- CANSA C.5 (1939) – Doppeldecker
- Caproni Ca.100 Caproncino (1928) – Doppeldecker, modifizierter Nachbau der de Havilland DH.60 Moth
- Caproni Ca.164 (1938) – Doppeldecker, auch als Verbindungsflugzeug eingesetzt
- Fiat G.8 (1934) – Doppeldecker
- SAIMAN 200 (1938) – Doppeldecker
- SAIMAN 202 (1938) – Kabinenflugzeug, auch als Verbindungsflugzeug eingesetzt

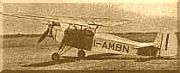
Ambrosini SAI.10
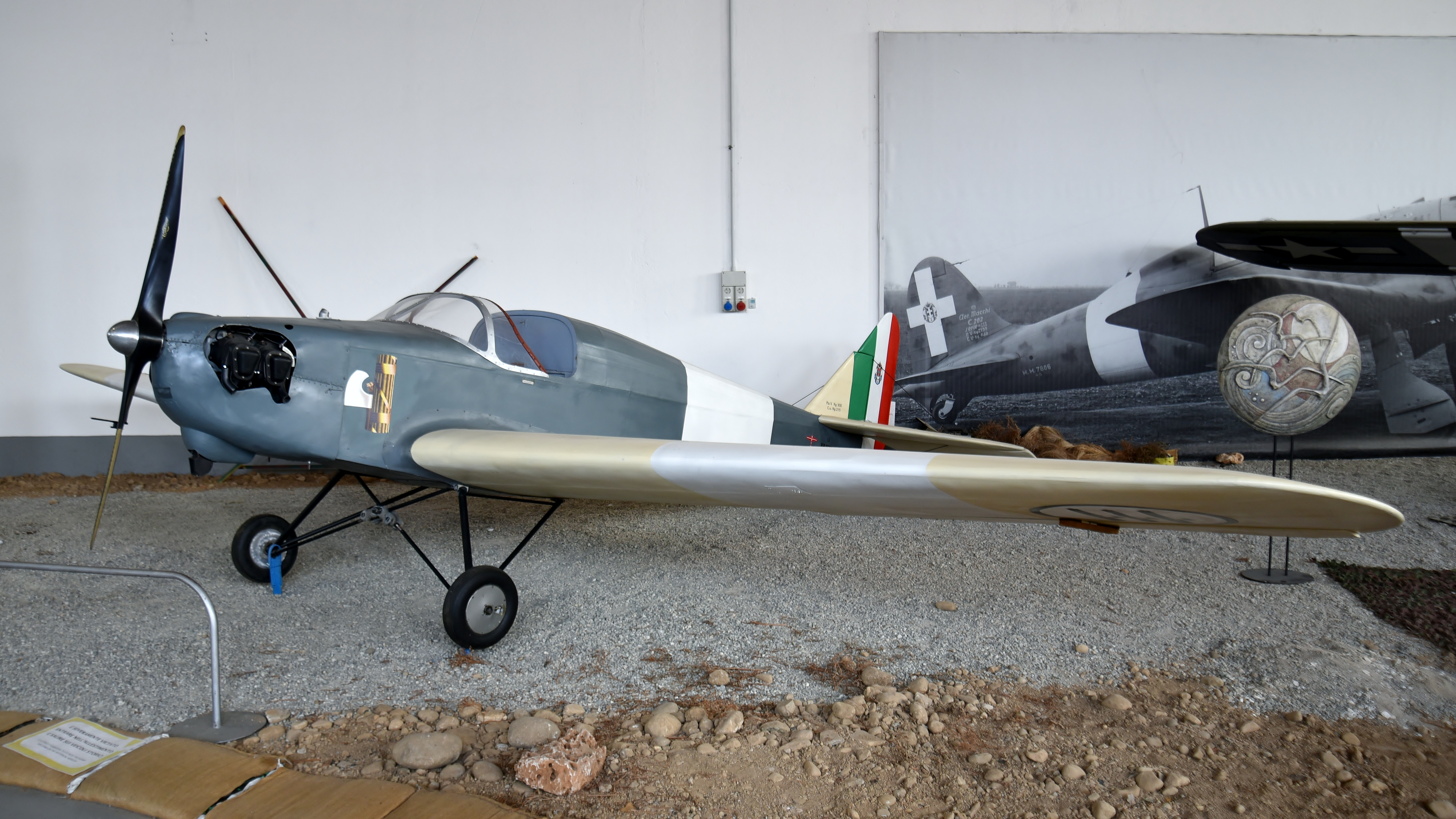
AVIA FL.3
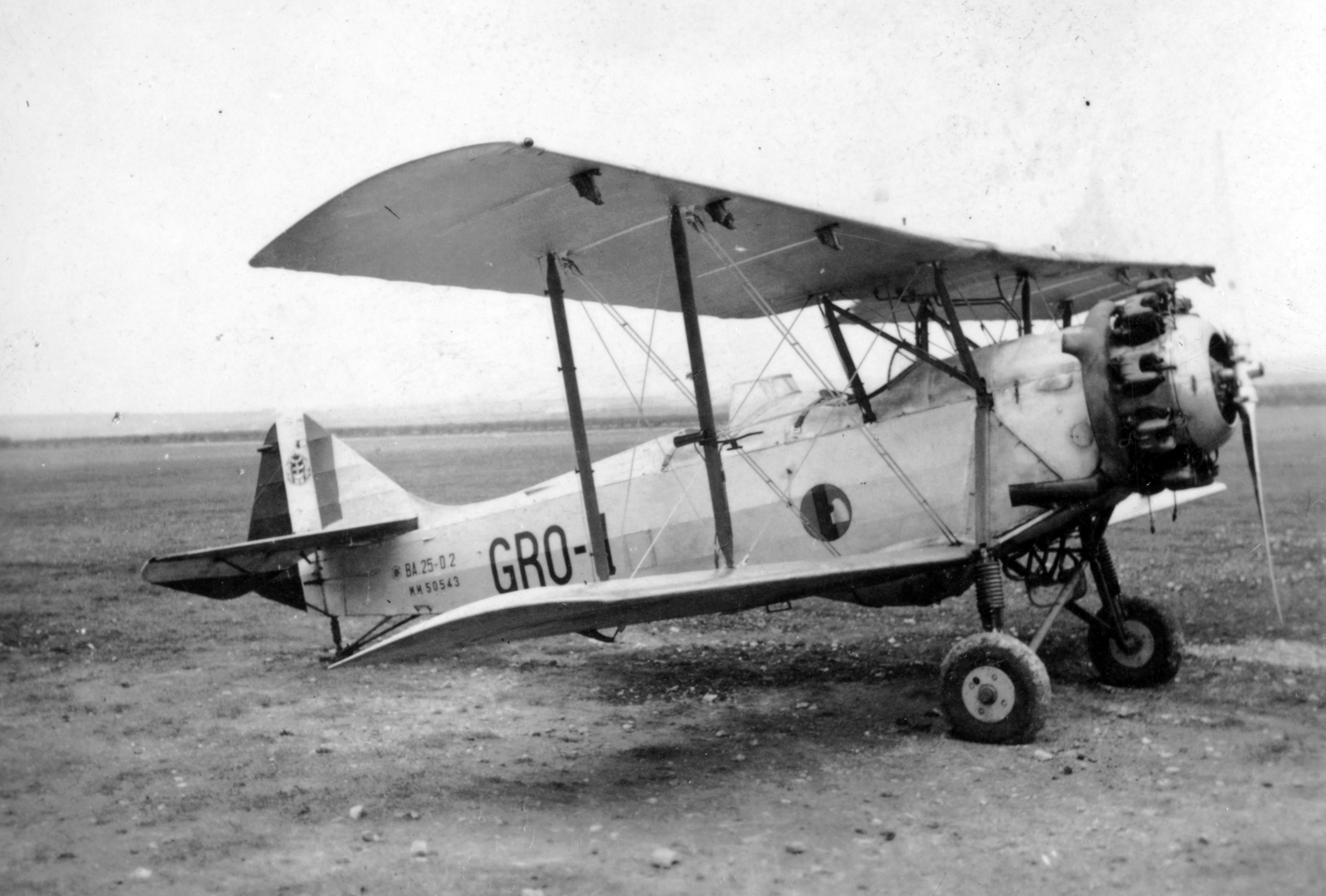
Breda Ba.25
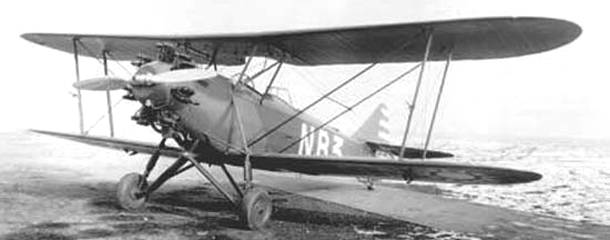
Breda Ba.28 für Nationalchina
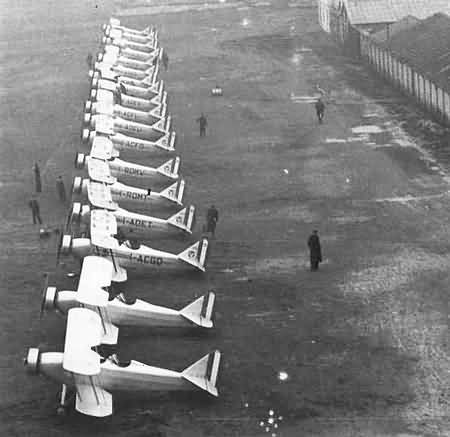
CANSA C.5
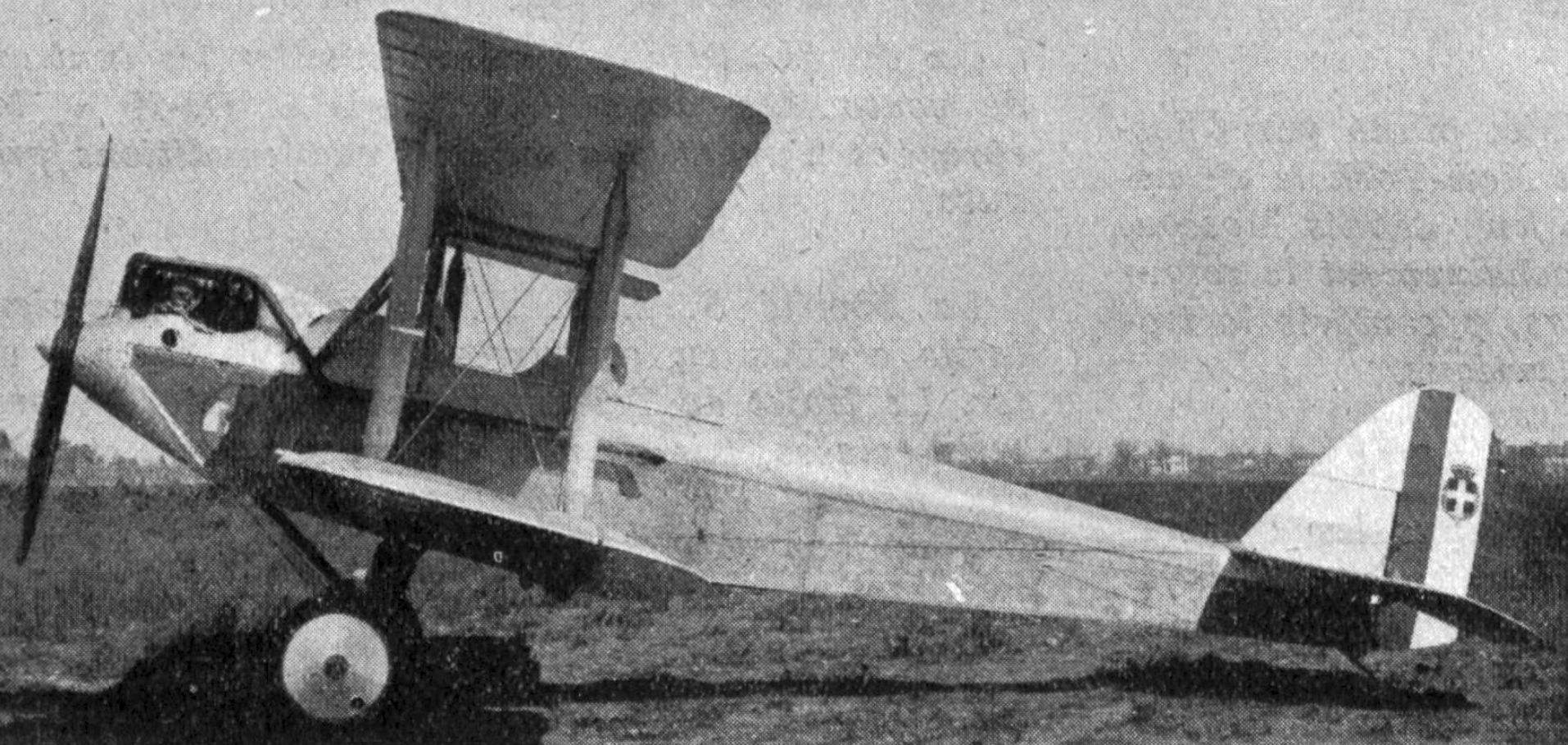
Caproni Ca.100
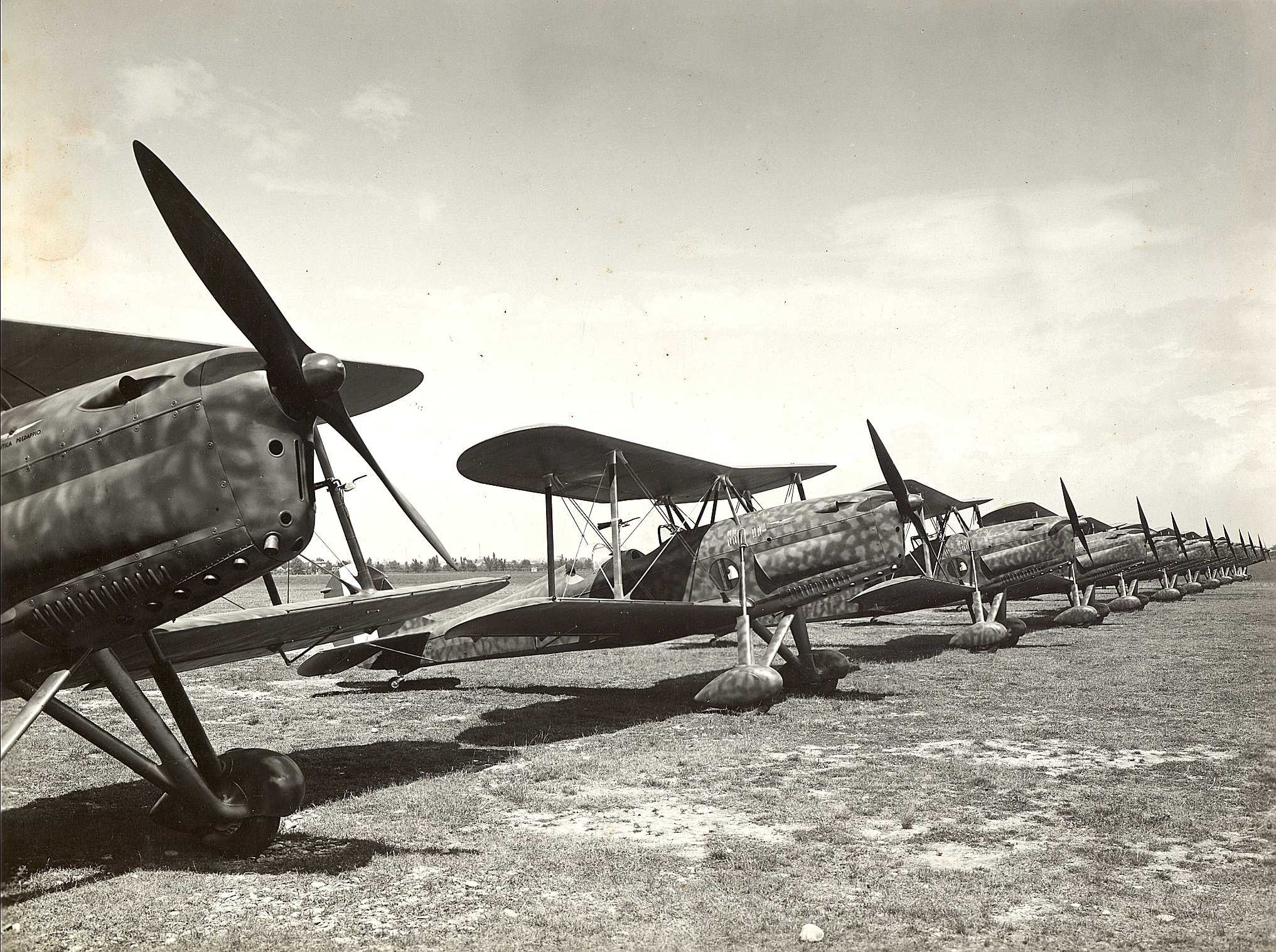
Caproni Ca.164
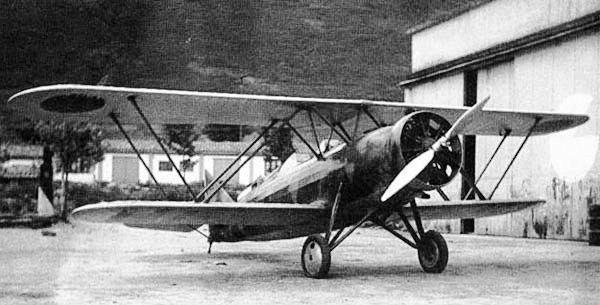
Fiat G.8
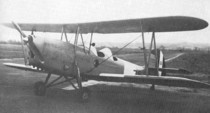
SAIMAN 200
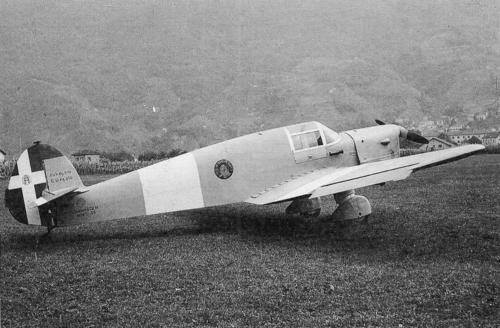
SAIMAN 202

### Fortgeschrittenen-Schul- und Übungsflugzeuge
- Ambrosini S.7T (1939) – Übungsjagdflugzeug
- Nardi FN.305 (1935) – Übungsjagdflugzeug
- Nardi FN.315 (1938) – verbesserte FN.305
- Nardi FN.316 (1941) – verbesserte FN.305

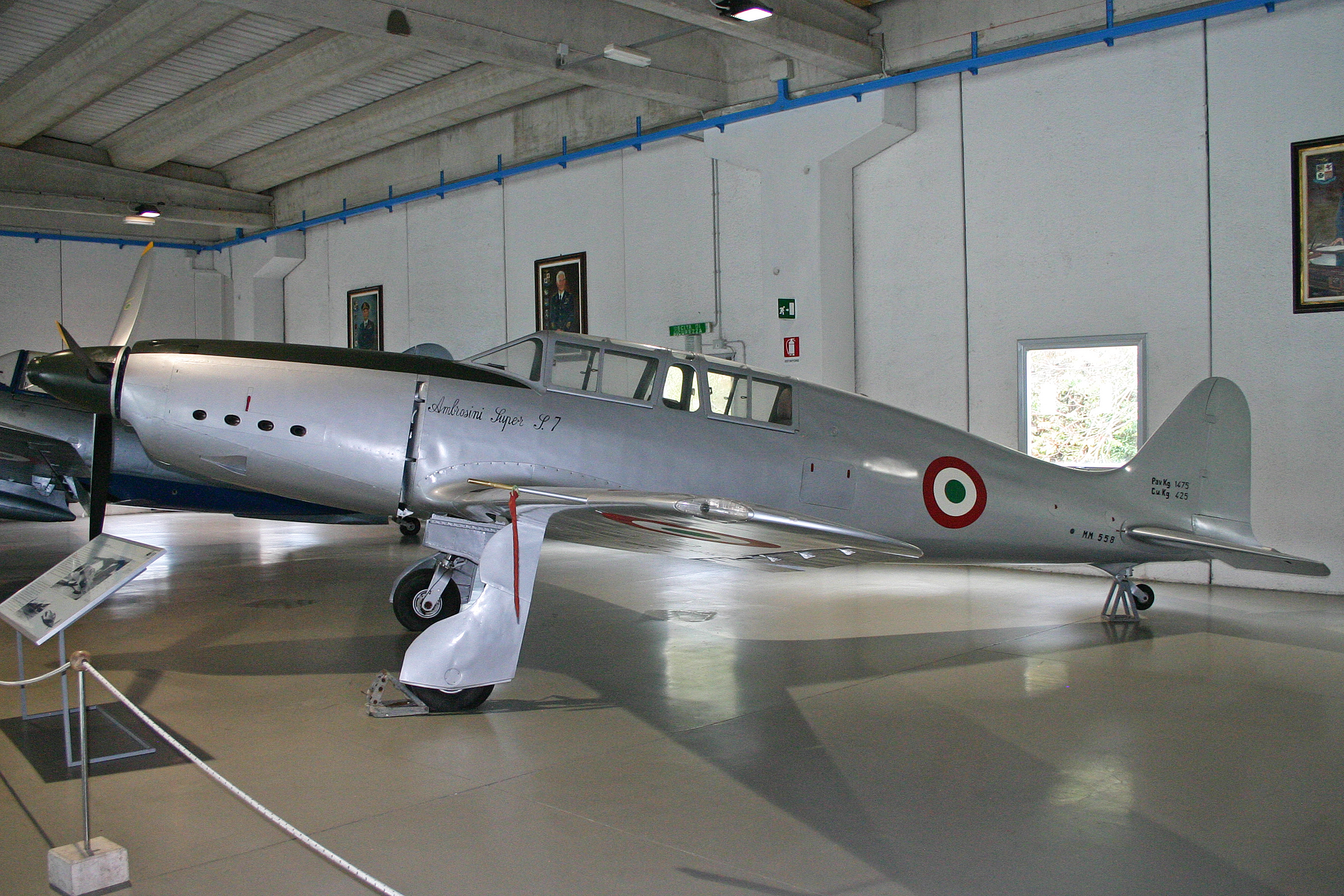
Ambrosini S.7T
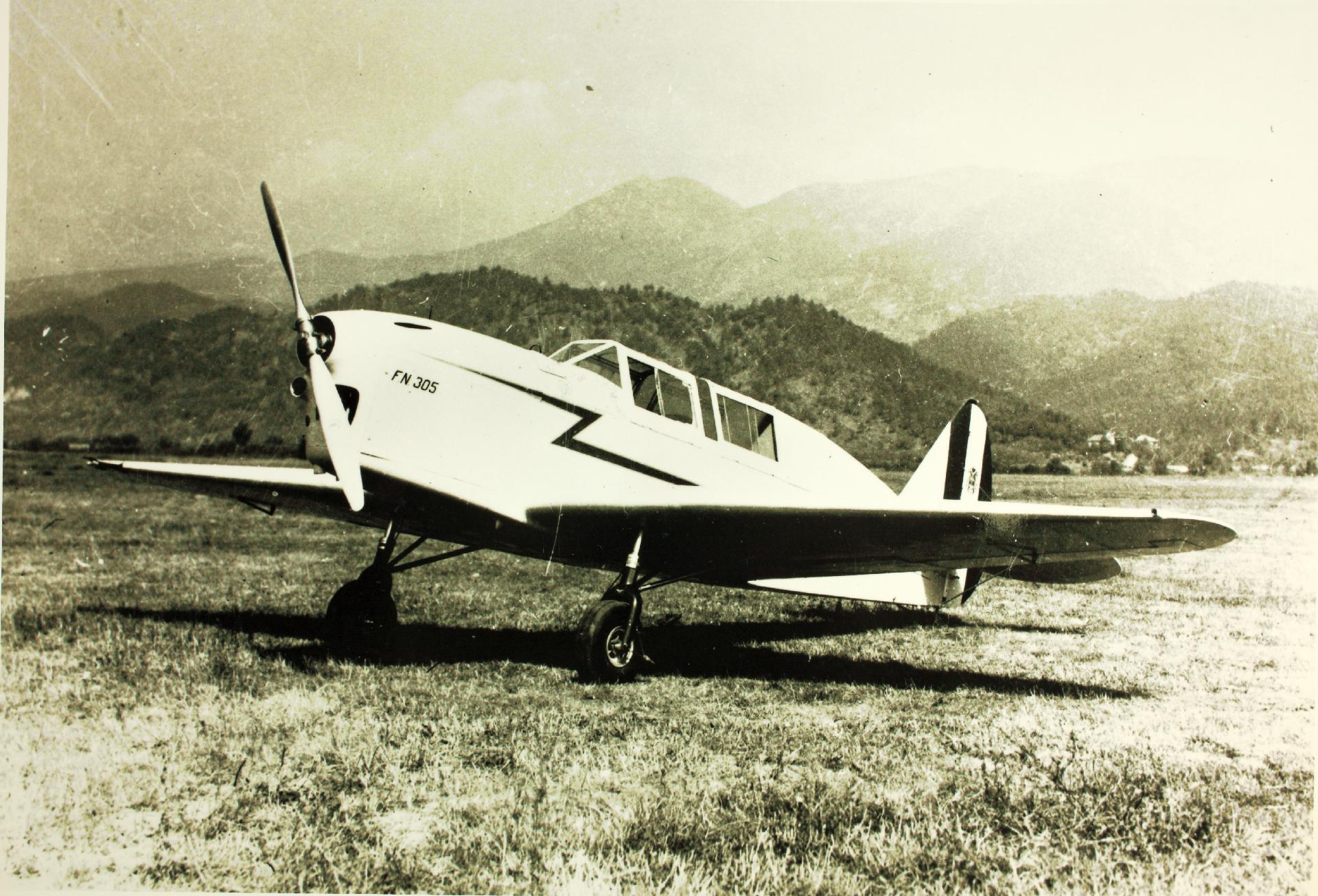
Nardi FN.305
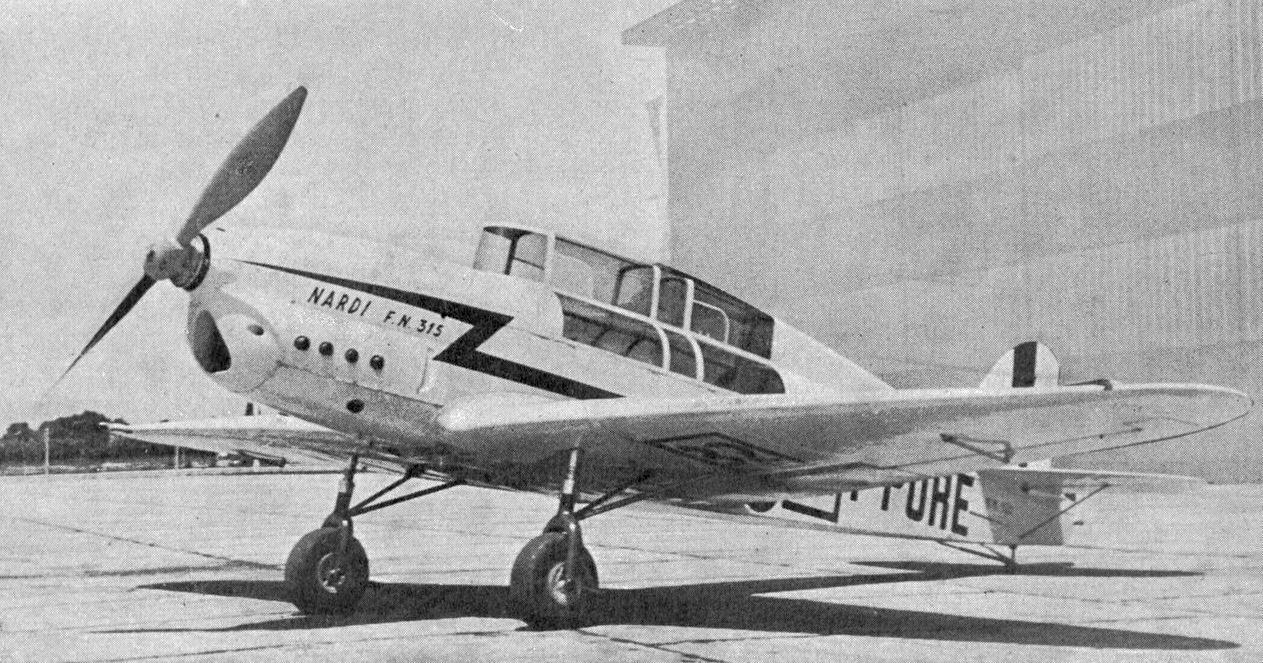
Nardi FN.315

### Verbindungsflugzeuge
- Breda Ba.39 (1932)
- CANT Z.1012 (1937) – dreimotorig

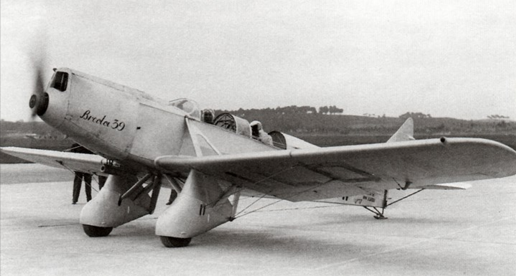
Breda Ba.39
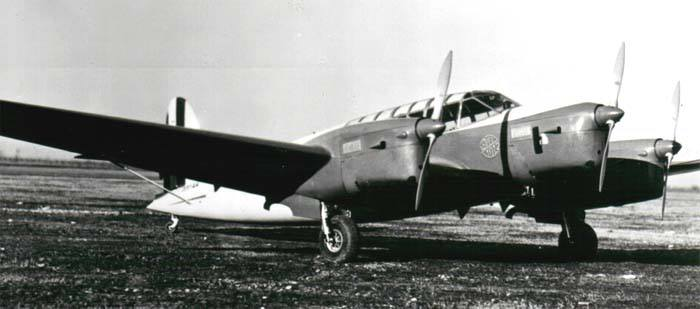
CANT Z.1012

## Seeflugzeuge

### Schwimmerflugzeuge
- CANT Z.506B Airone (1935) – Militärversion der Z.506, Seefernaufklärer und Torpedobomber
- CANT Z.515 (1939) – Seefernaufklärer/-bomber
- Caproni Ca.316 (1940) – Weiterentwicklung der Ca.310, Aufklärer
- Fiat RS.14 (1939) – Seefernaufklärer/-bomber und U-Jagd-Flugzeug
- IMAM Ro.43 (1934) – Doppeldecker, Borderkunder
- IMAM Ro.44 (1936) – Doppeldecker, See-Jagdflugzeug

Übernommene Verkehrsflugzeuge der Ala Littoria:
- CANT Z.506C Airone (1935) – Zivilversion der Z.506
- Savoia-Marchetti SM.87 (1939) – Schwimmervariante der SM.75

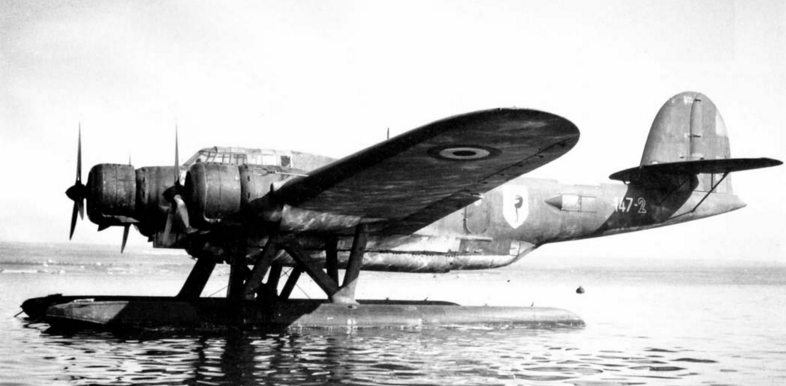
CANT Z.506B
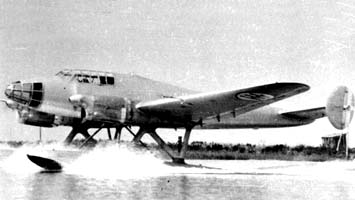
CANT Z.515
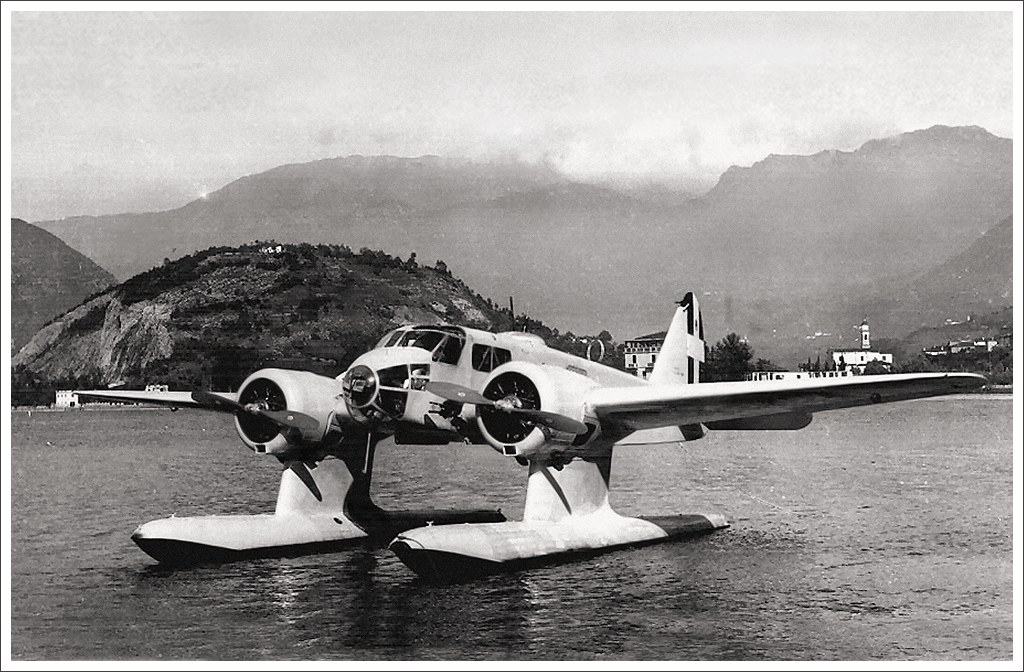
Caproni Ca.316
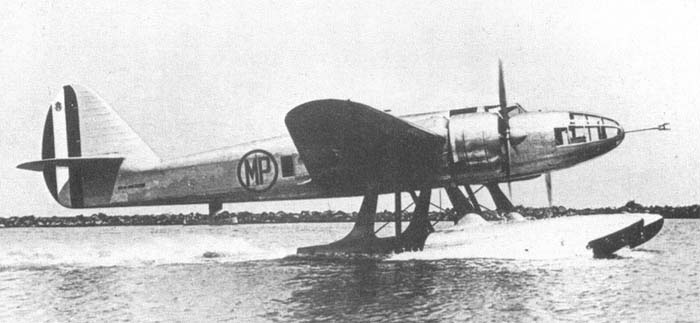
Fiat RS.14
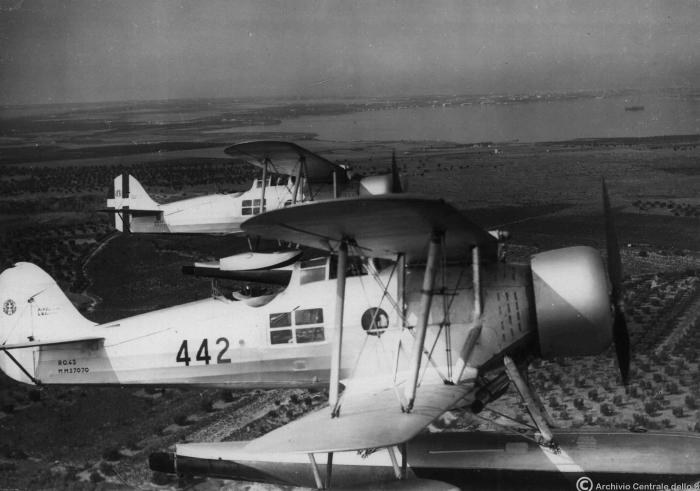
IMAM Ro.43
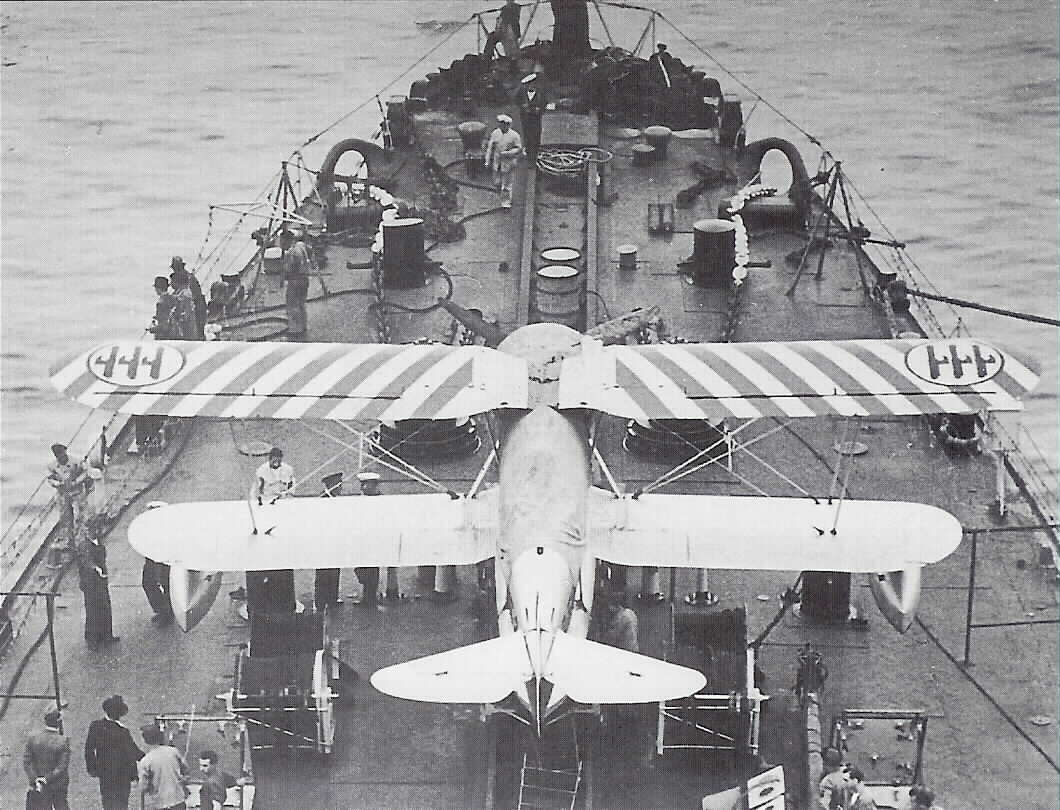
IMAM Ro.43 auf einem Kreuzer der Zara-Klasse
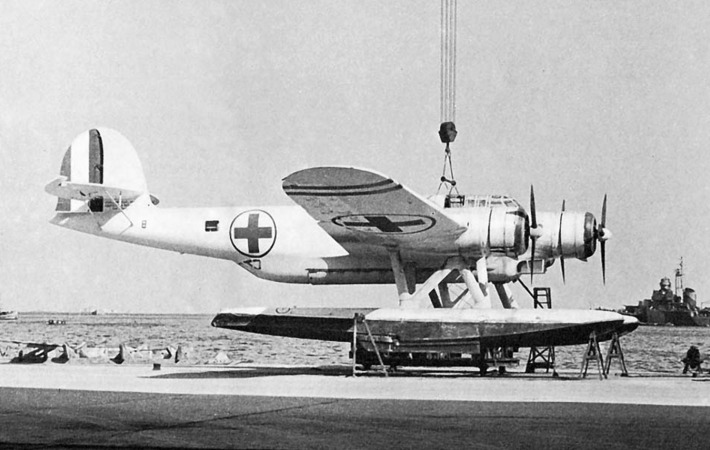
CANT Z.506C
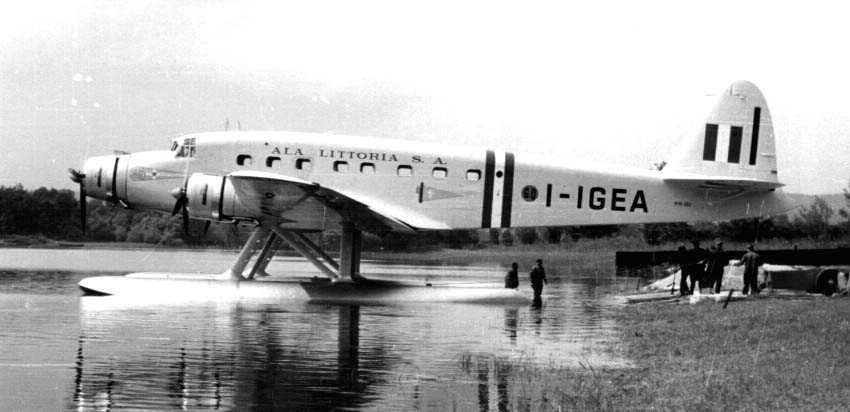
Savoia-Marchetti SM.87

### Flugboote und Amphibienflugzeuge
- CANT Z.501 Gabbiano (1934) – Seefernaufklärer/-bomber, U-Boot-Jäger, Seenotrettungsflugboot
- Savoia-Marchetti S.55X (1924) – Doppelrumpfflugboot, Seefernaufklärer/-bomber
- Savoia-Marchetti S.56 (1924) – Schul- und Reiseflugboot

Übernommene Verkehrsflugboote der Ala Littoria:
- Macchi MC.94 (1935)
- Macchi MC.100 (1939)
- Savoia-Marchetti S.66 (1931) – vergrößerte dreimotorige Weiterentwicklung der S.55

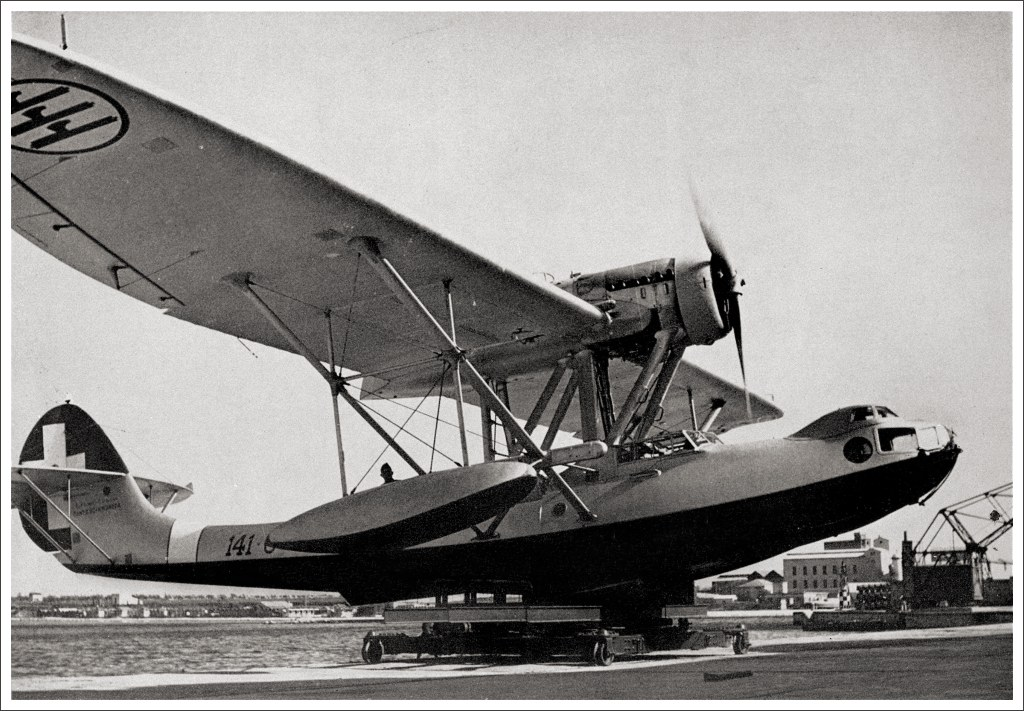
CANT Z.501
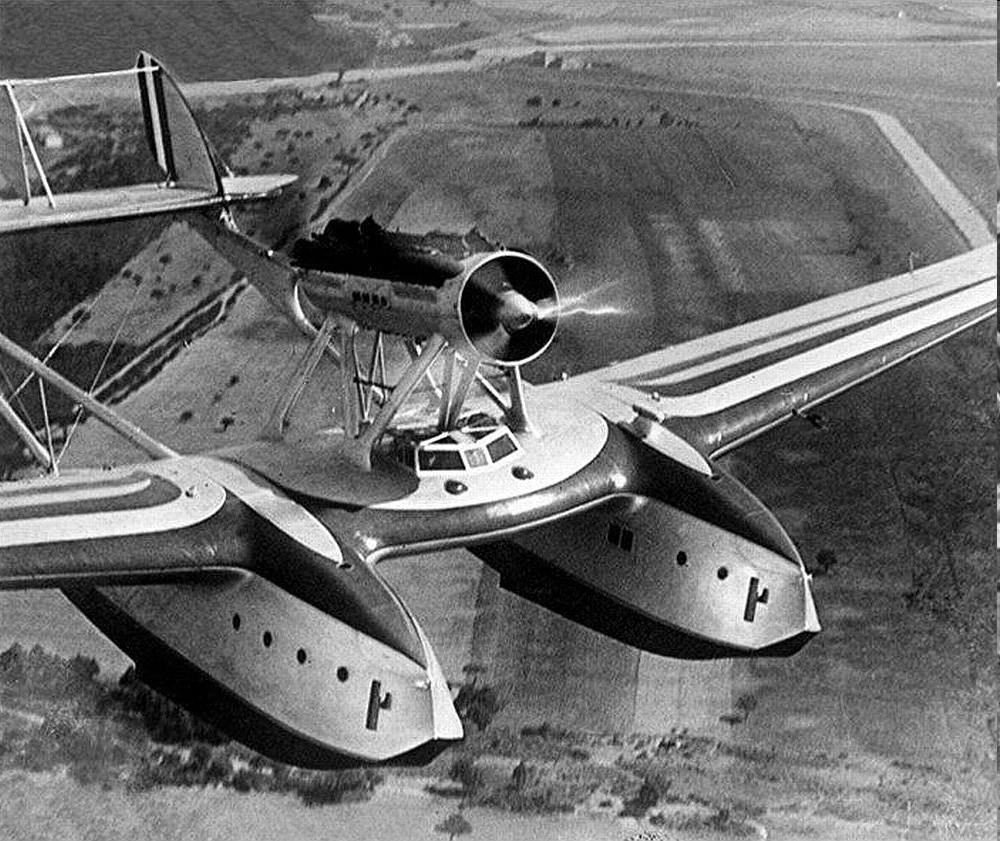
Savoia-Marchetti S.55
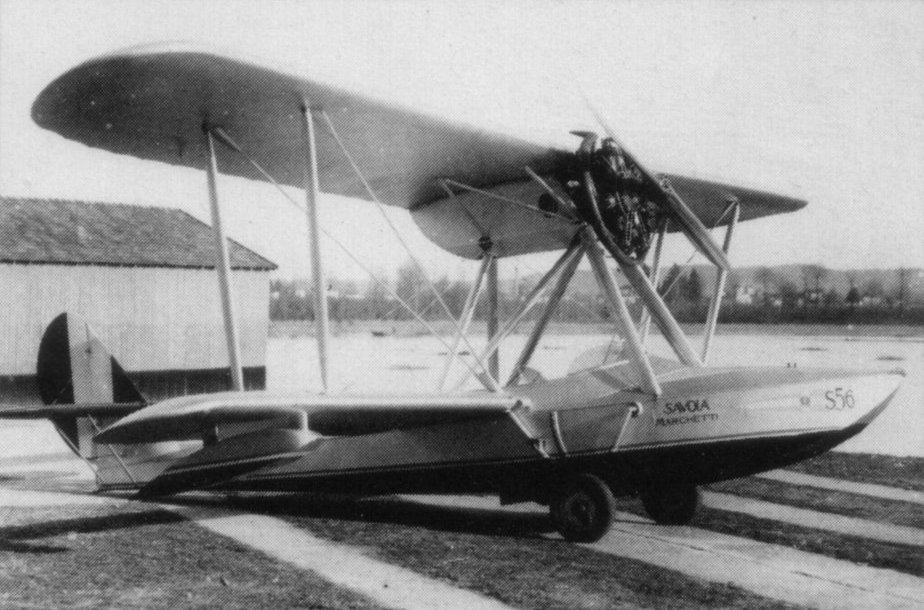
Savoia-Marchetti S.56
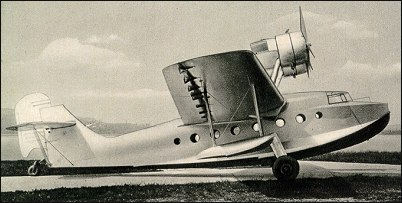
Macchi MC.94
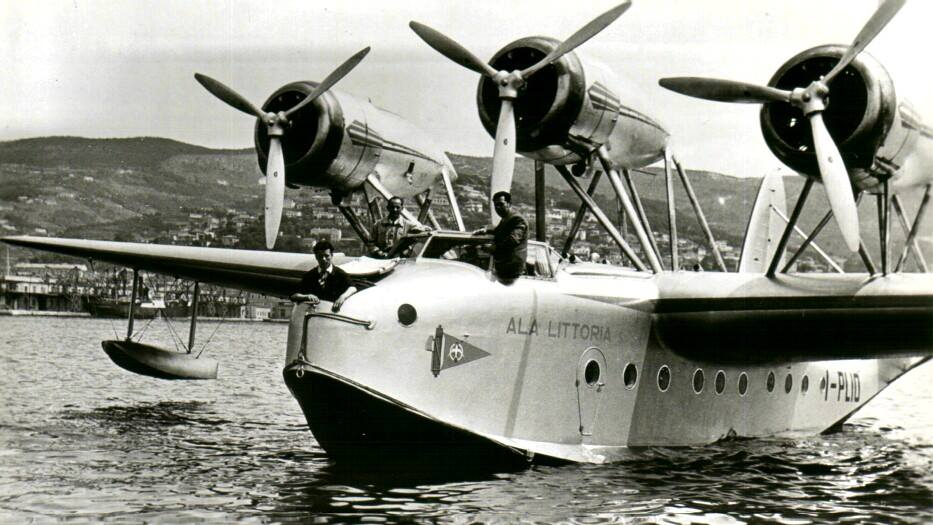
Macchi MC.100
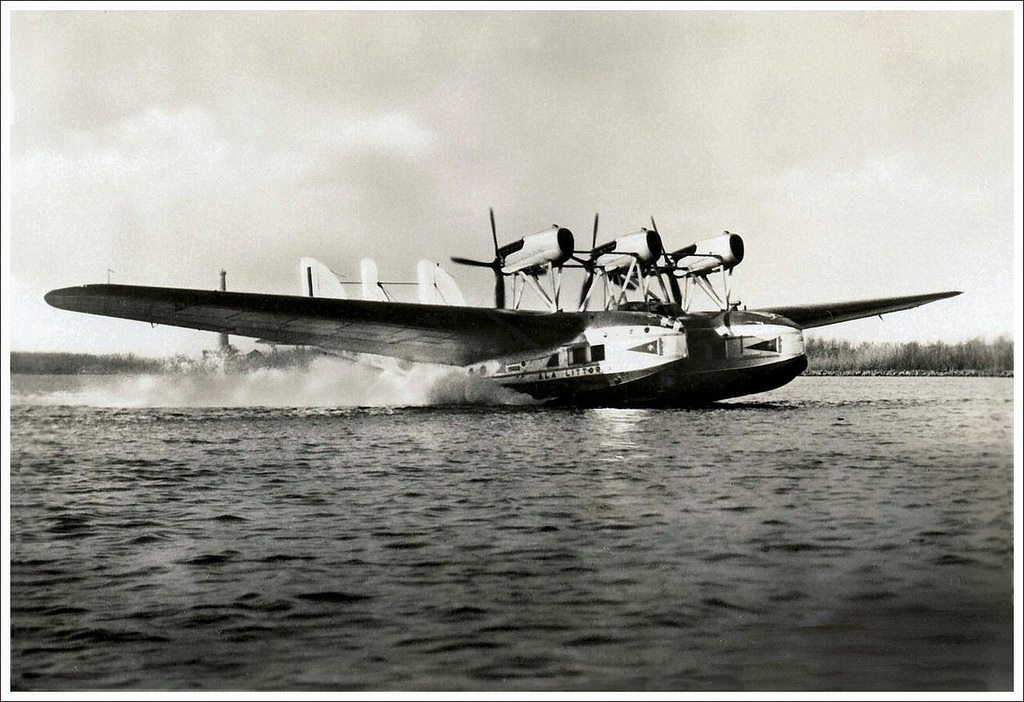
Savoia-Marchetti S.66

## Prototypen und Versuchsflugzeuge

### Jagdflugzeuge

#### Einmotorige Jäger
- Aeronautica Umbra Trojani AUT.18 (1939)
- Ambrosini SS.4 (1939) – Entenflügler mit Druckpropeller
- Ambrosini SAI.403 Dardo (1943)
- Caproni Ca.165 (1938) – Doppeldecker, unterlegener Konkurrenzentwurf zur Fiat CR.42
- Caproni Vizzola F.4 (1940)
- Caproni Vizzola F.6M (1941) – Motor Daimler-Benz DB 605A
- Fiat G.56 Centauro II (1944) – Motor Daimler-Benz DB 603A
- IMAM Ro.51 (1937)
- Macchi MC.201 (1940)
- Macchi MC.205N Orione (1942) – Nachtjägervariante der MC.205
- Piaggio P.119 (1942) – Mittelmotor ähnlich Bell P-39 Airacobra
- Reggiane Re.2003 (1941) – zweisitziger Jagdaufklärer
- Reggiane Re.2004 (1942)
- Reggiane Re.2006 Sagittario II – Motor Daimler-Benz DB 603A, Prototyp 1943 im Bau

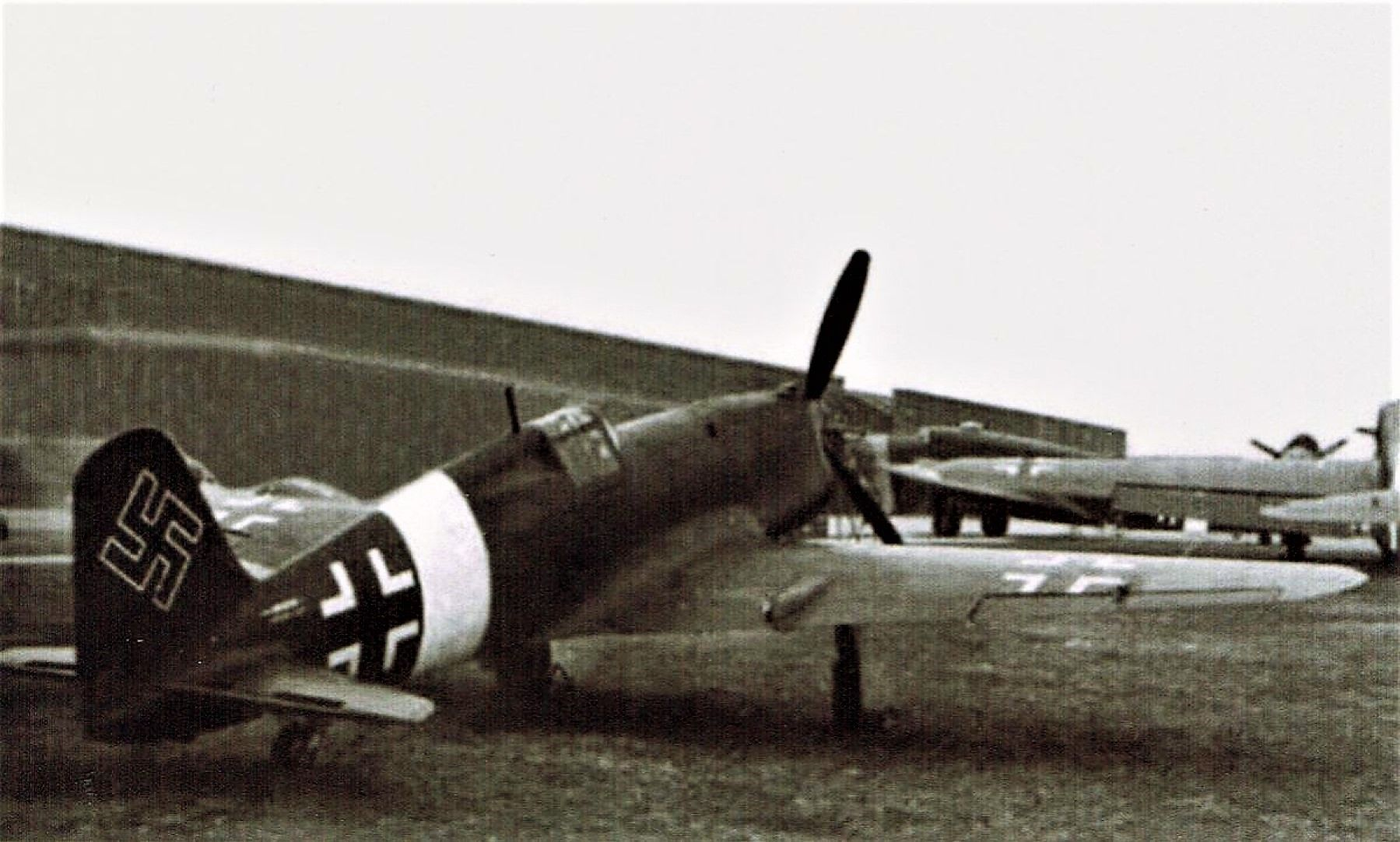
Ambrosini SAI.403 mit Luftwaffe-Kennungen
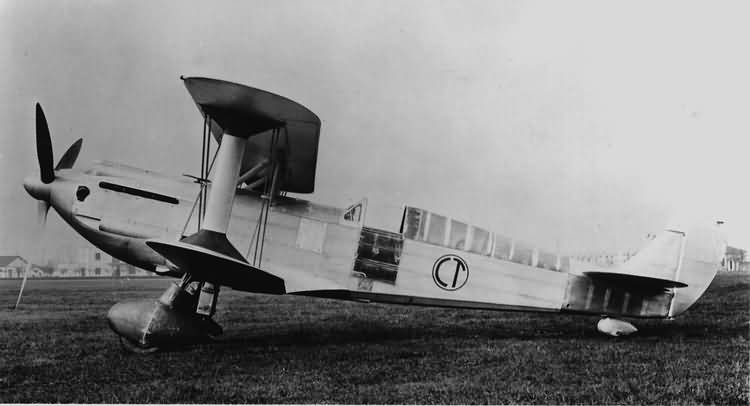
Caproni Ca.165
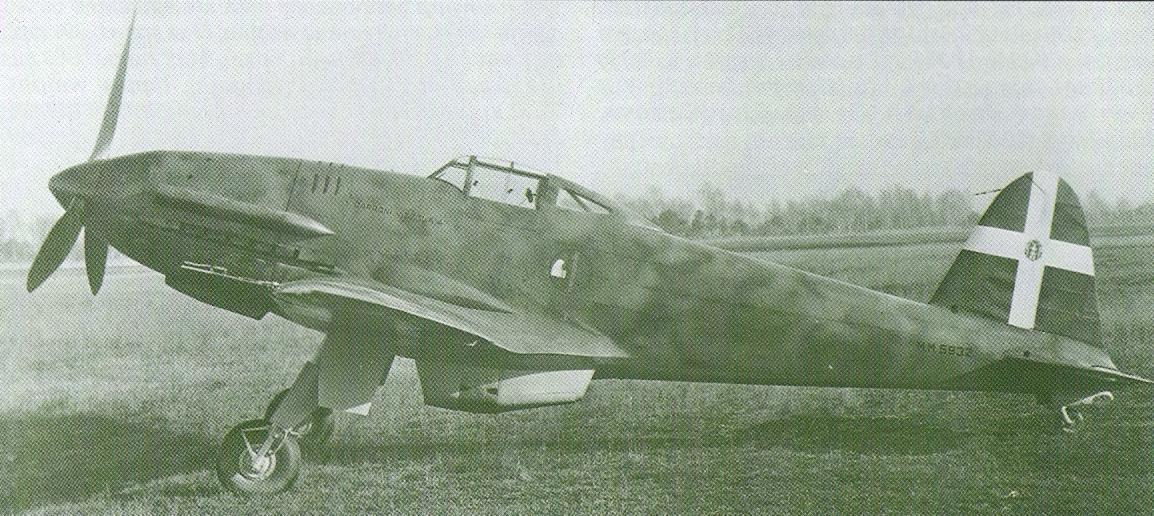
Caproni Vizzola F.4
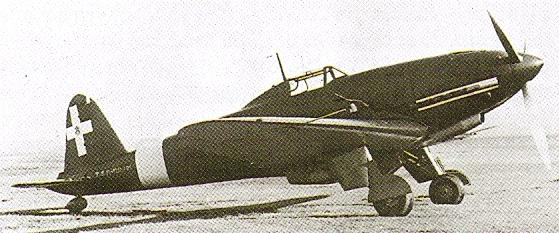
Caproni Vizzola F.6M
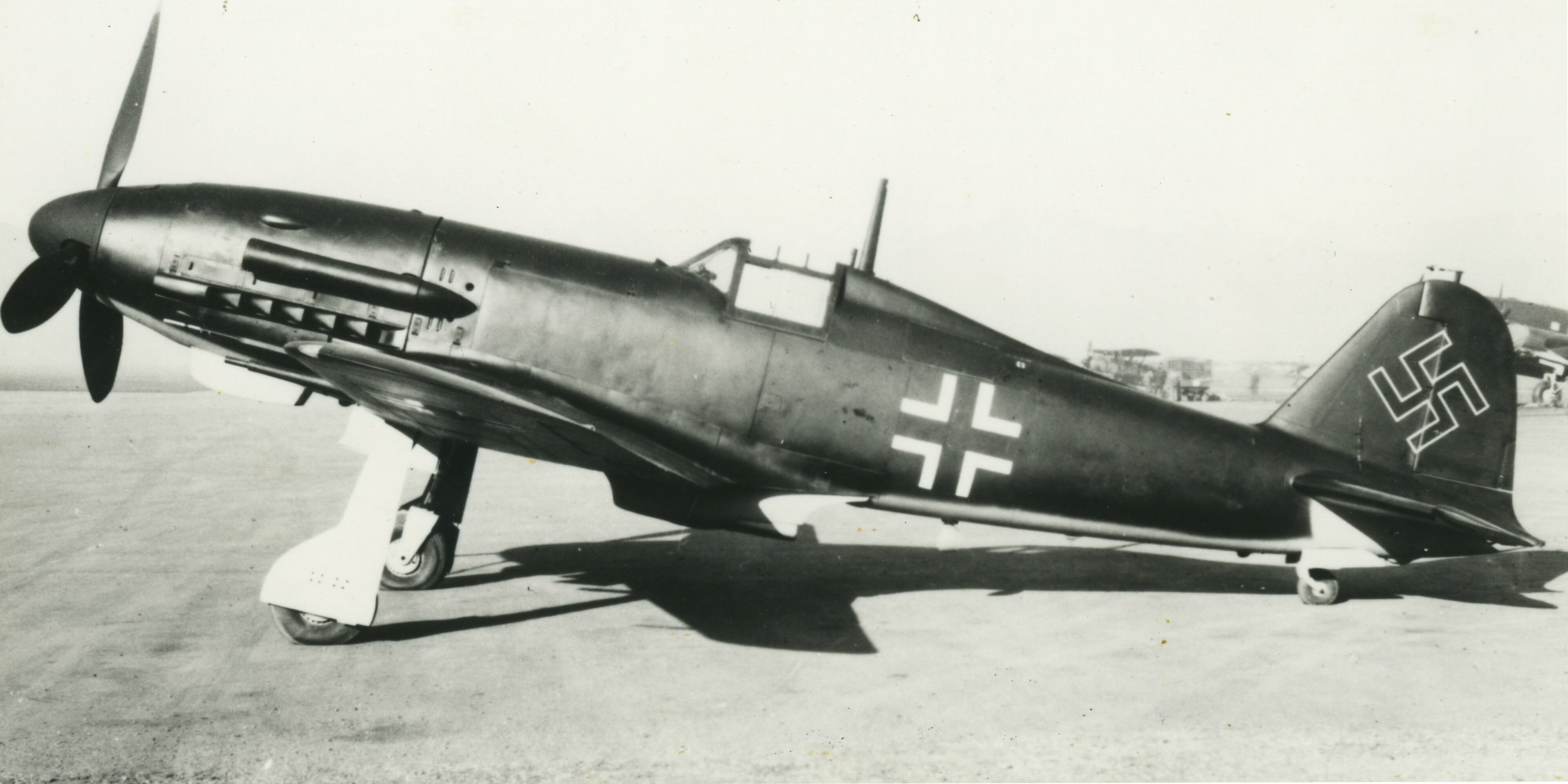
Fiat G.56 mit Luftwaffe-Kennungen
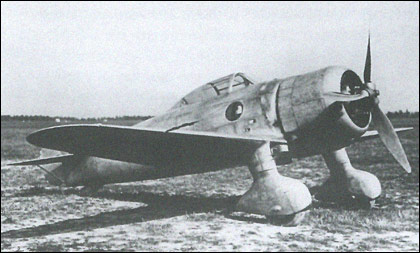
IMAM Ro.51
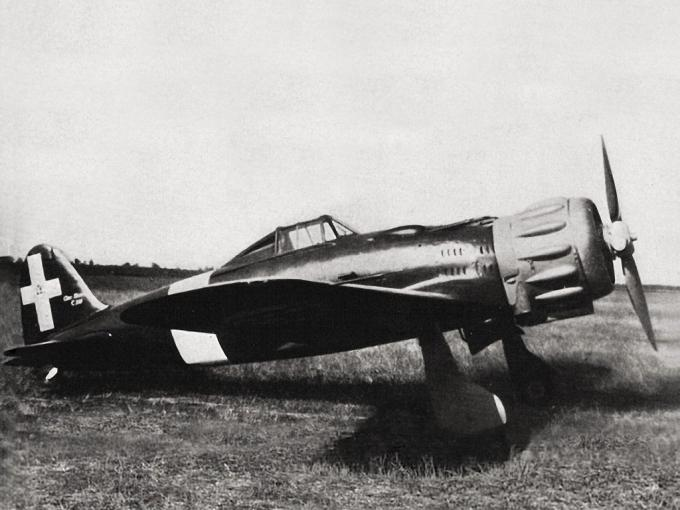
Macchi MC.201
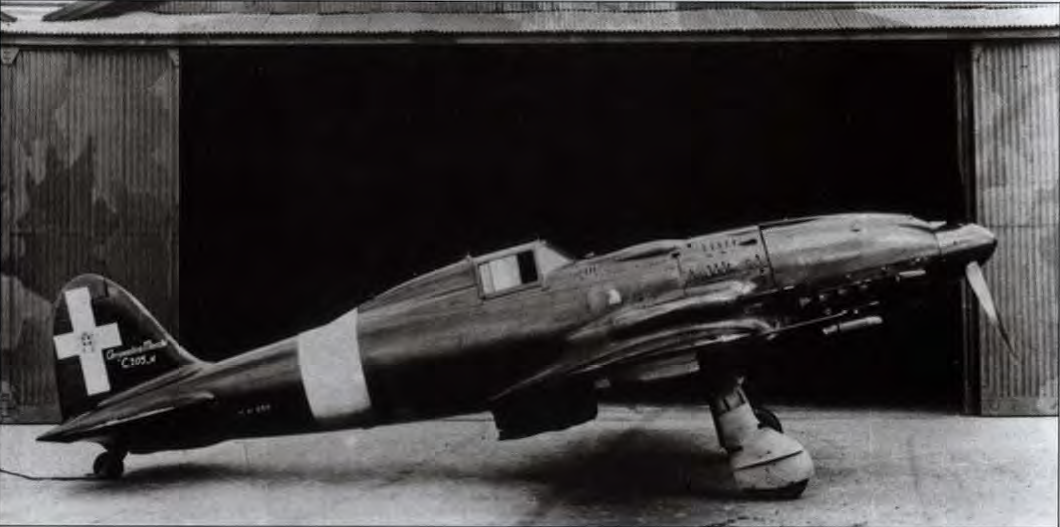
Macchi MC.205N
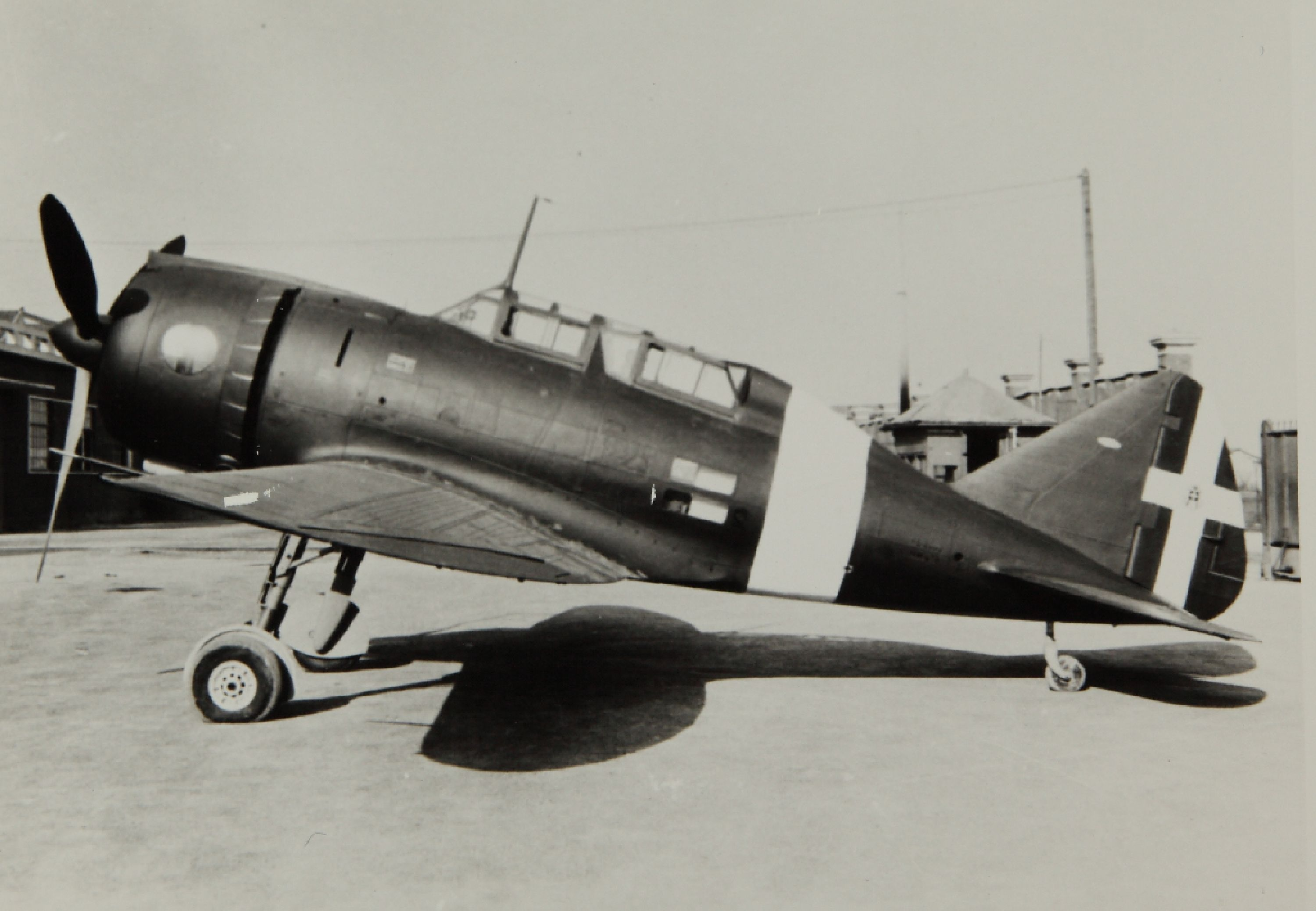
Reggiane Re.2003

#### Zweimotorige Jäger
- Caproni Ca.331 C.N. Raffica (1942) – Nachtjägervariante der Ca.331
- IMAM Ro.57 (1939) – Serienbau als Erdkampfflugzeug Ro.58bis
- IMAM Ro.58 (1942)
- Savoia-Marchetti SM.88 (1939) – Doppelleitwerksträger
- Savoia-Marchetti SM.91 (1943) – Doppelleitwerksträger
- Savoia-Marchetti SM.92 (1943) – Doppelrumpfflugzeug

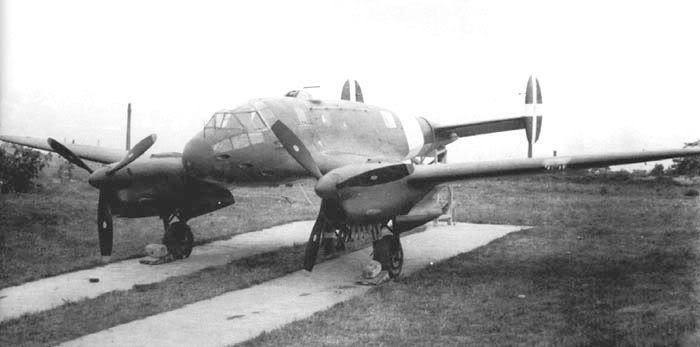
Caproni Ca.331 C.N.
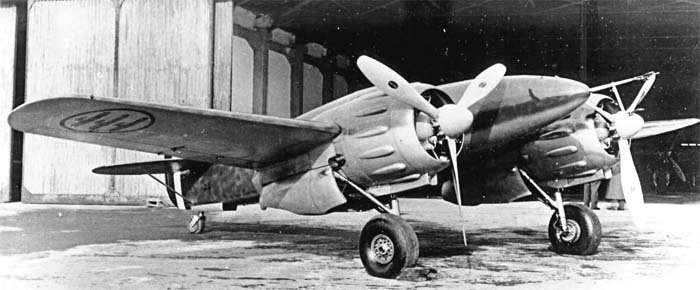
IMAM Ro.57
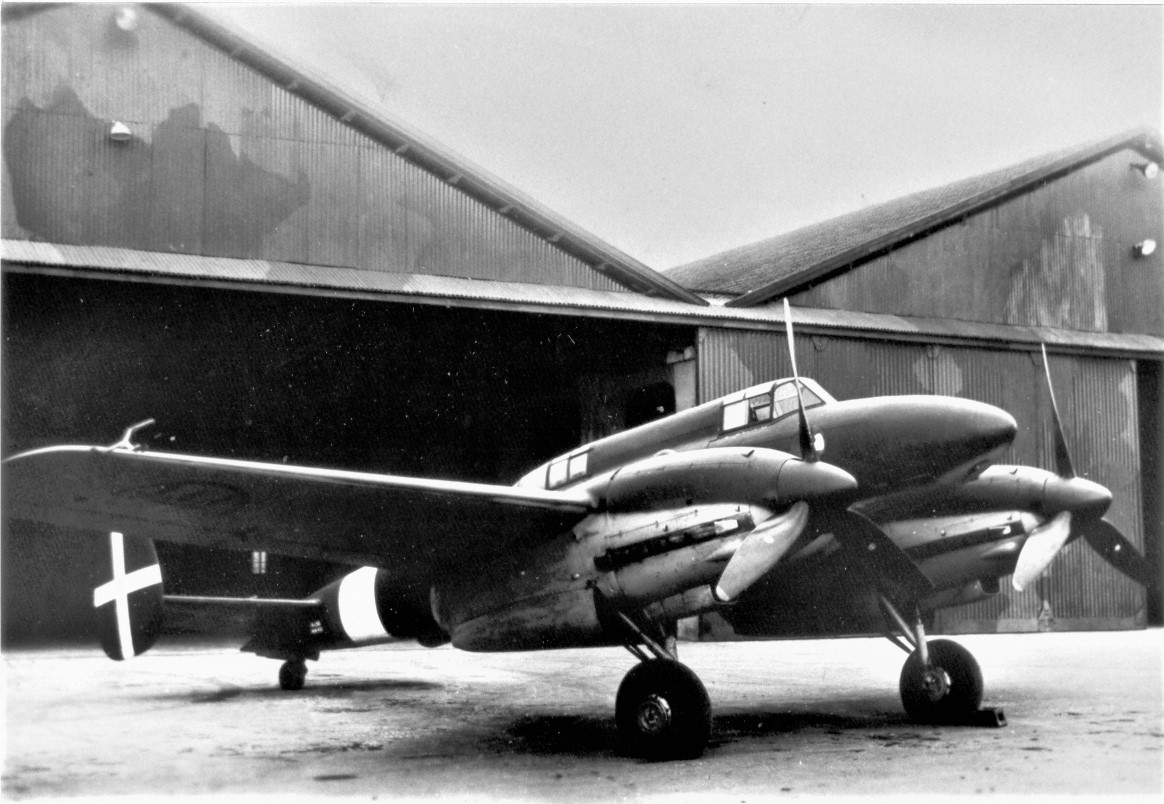
IMAM Ro.58
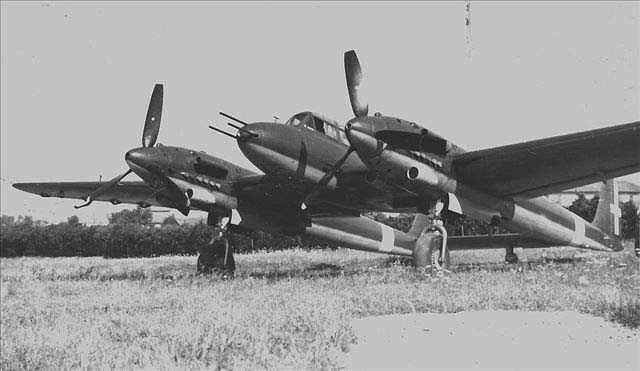
Savoia-Marchetti SM.91
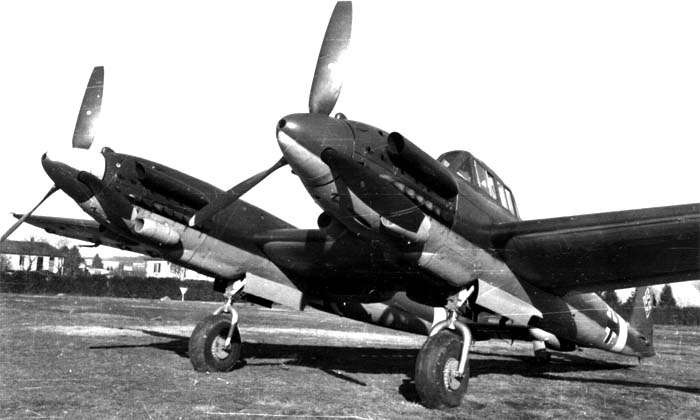
Savoia-Marchetti SM.92

### Bombenflugzeuge

#### Sturzkampfbomber und Erdkampfflugzeuge
- Breda Ba.201 (1941) – Motor Daimler-Benz DB 601A
- CANSA FC.12 (1940)
- Savoia-Marchetti SM.86 (1937)
- Savoia-Marchetti SM.93 (1944) – Motor Daimler-Benz DB 605A

#### Mittlere Bomber
- Breda Ba.82 (1937)
- Savoia-Marchetti SM.89 (1942) – mit zwei 37-mm-Kanonen bewaffnet

#### Schwere Bomber
- Piaggio P.50-I (1937) – 4 Motoren in 2 Motorgondeln mit Zug- und Druckpropeller
- Piaggio P.50-II (1938) – 4 Einzelmotoren

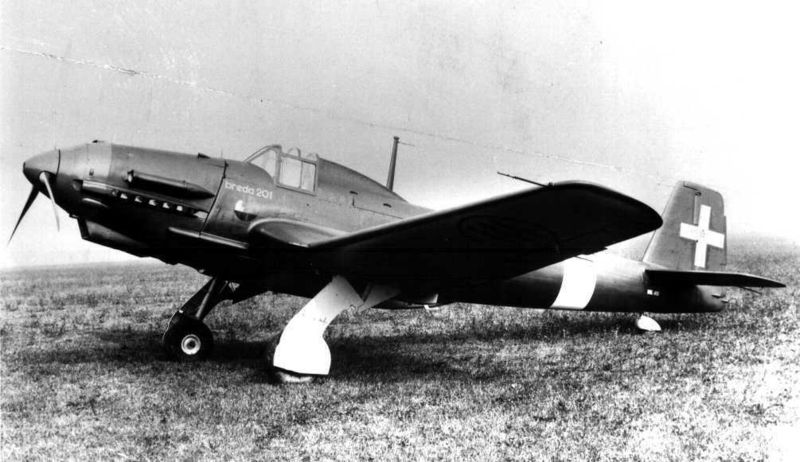
Breda Ba.201
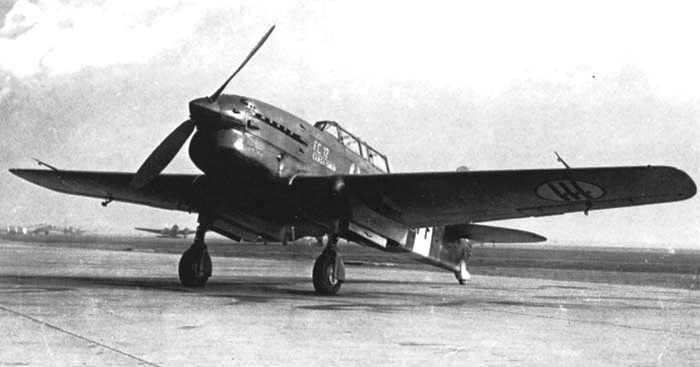
CANSA FC.12
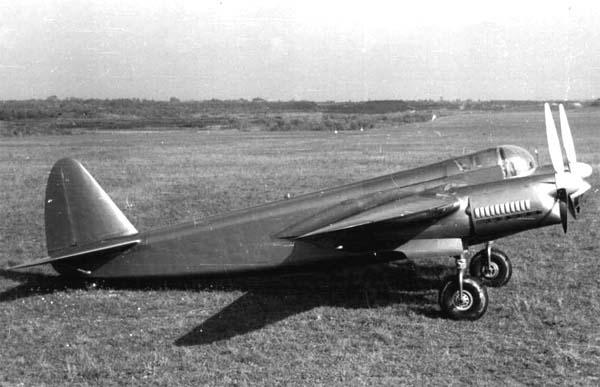
Savoia-Marchetti SM.86
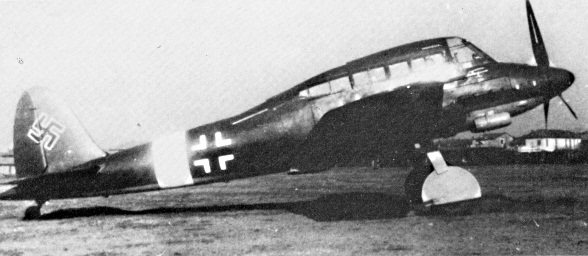
Savoia-Marchetti SM.93 mit Luftwaffe-Kennungen
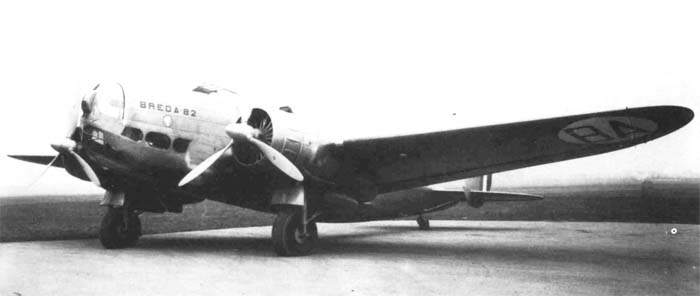
Breda Ba.82
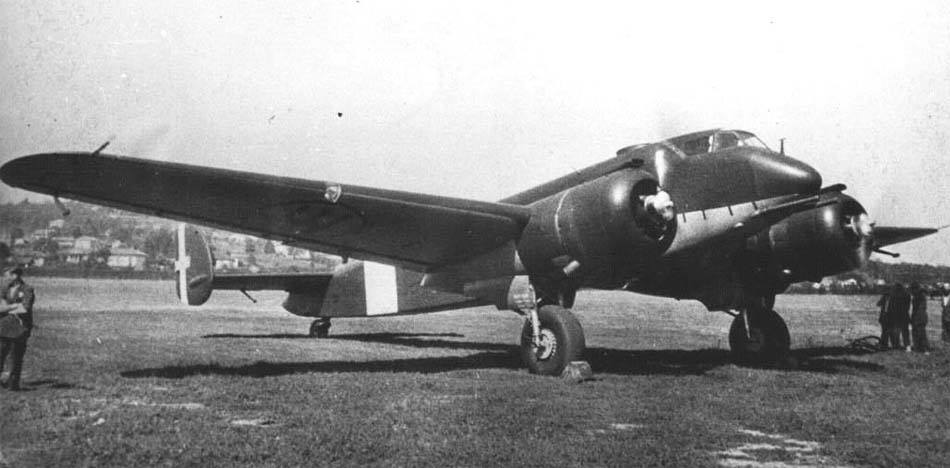
Savoia-Marchetti SM.89
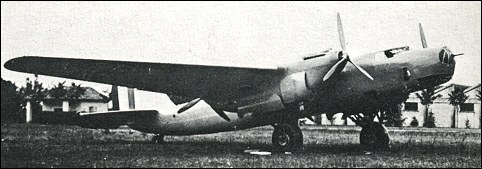
Piaggio P.50-I

### Aufklärungsflugzeuge

#### Einmotorige Aufklärer
- Breda Ba.75 (1939)

#### Zweimotorige Aufklärer
- CANSA FC.20 (1941) – nur Prototyp als Aufklärer, Serienmaschinen FC.20bis als Erdkampfflugzeuge gebaut
- Caproni Ca.331 O.A. Raffica (1940) – Aufklärervariante der Ca.331

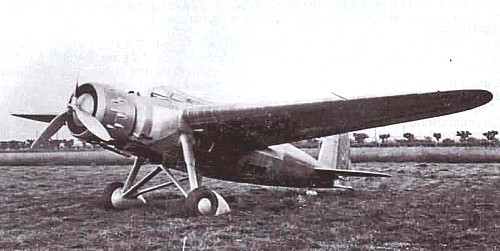
Breda Ba.75
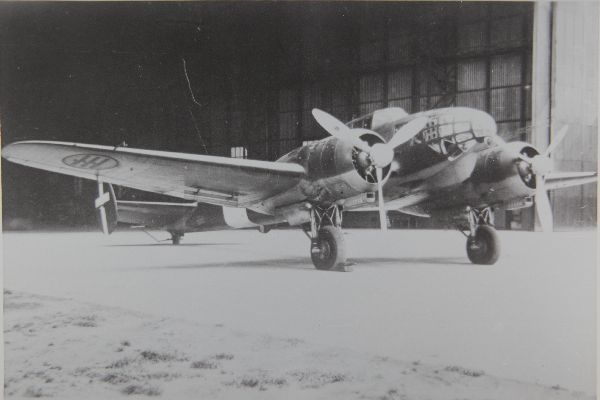
CANSA FC.20
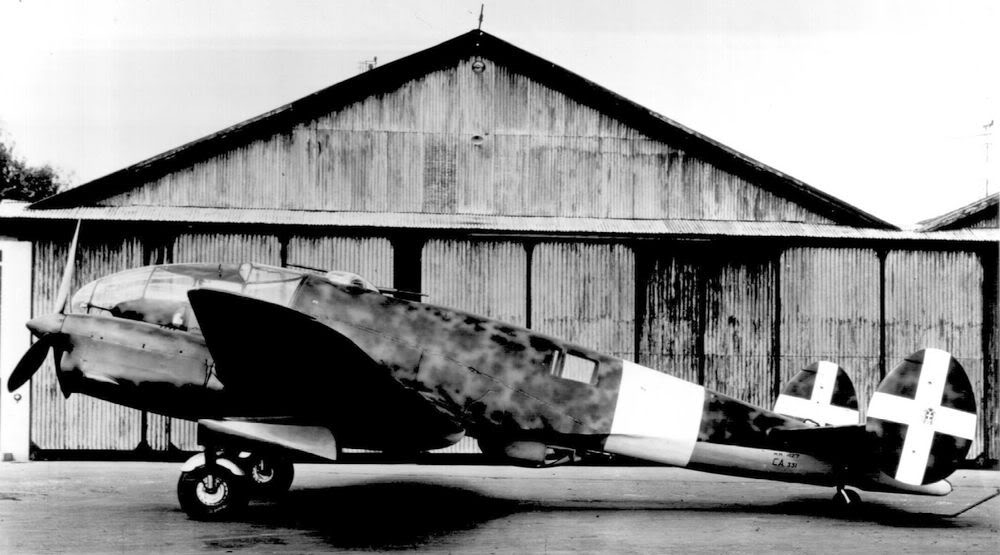
Caproni Ca.331 O.A.

### Schul- und Verbindungsflugzeuge

#### Verbindungsflugzeuge
- AVIS C.4 (1940) – Tiefdecker
- Caproni GDL – Prototyp nicht fertiggestellt
- IMAM Ro.63 (1940) – ähnlich Fieseler Fi 156 Storch

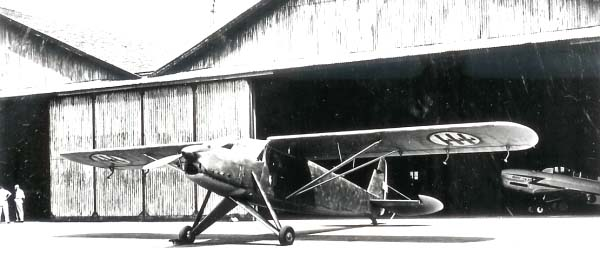
IMAM Ro.63

### Seeflugzeuge

#### Schwimmerflugzeuge
- CANT Z.511 Idrogigante (1940) – größtes je gebautes Schwimmerflugzeug, als Verkehrsflugzeug geplant, als Seefernaufklärer gebaut
- CANT Z.516 (1940) – Seefernaufklärer/-bomber, Weiterentwicklung der Z.506

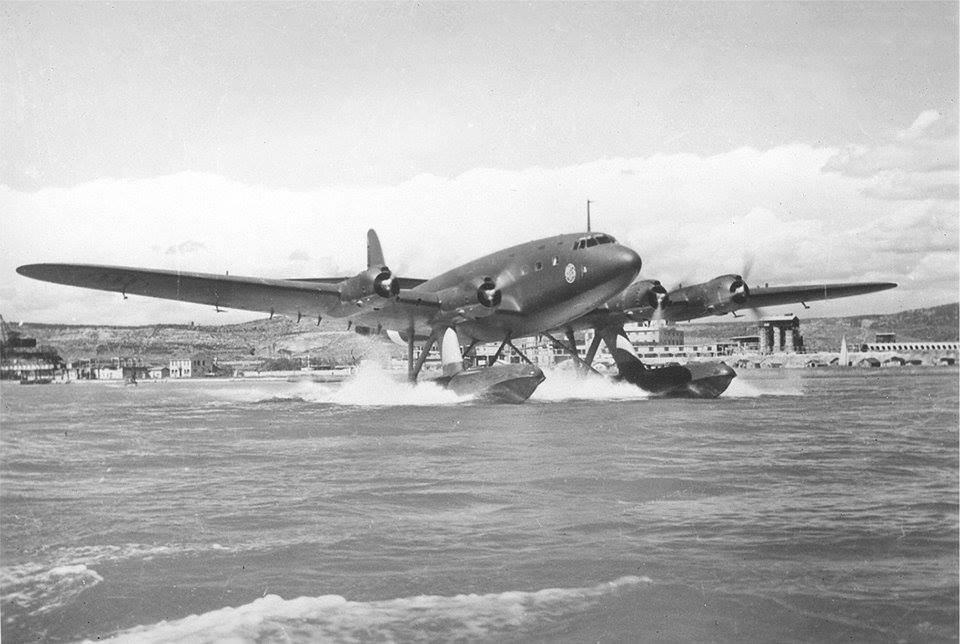
CANT Z.511
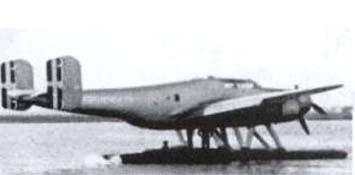
CANT Z.516

### Sonstige Flugzeuge

#### Rennflugzeuge
- Caproni Ca.405 Procellaria (1937) – Rennflugzeugvariante der Piaggio P.32

#### Versuchsflugzeuge
- Campini-Caproni CC.2 (1940) – Antrieb durch Thermojet, zweites strahlgetriebenes Flugzeug weltweit
- Piaggio P.111 (1941) – Höhenforschungsflugzeug

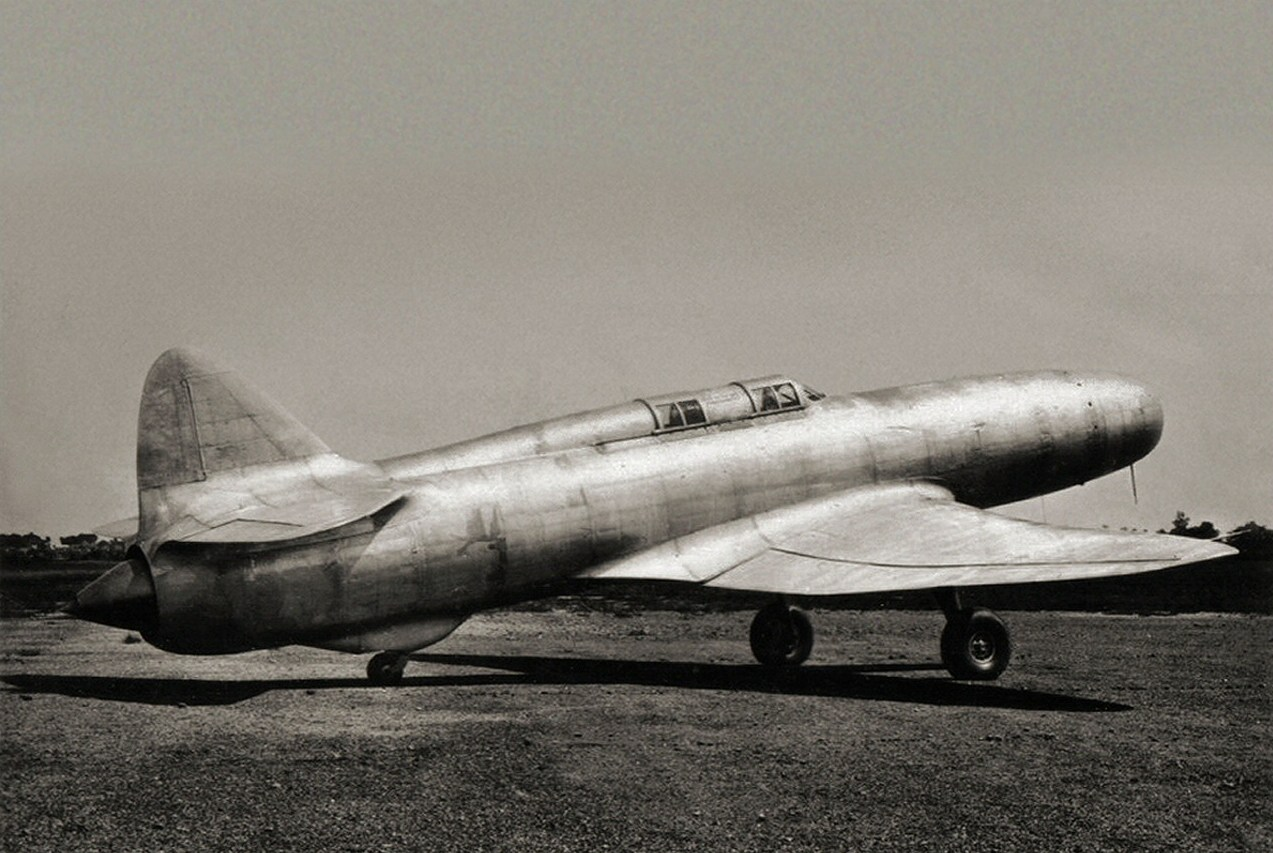
Campini-Caproni CC.2
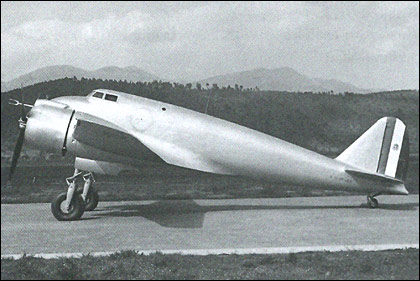
Piaggio P.111

## Ausländische Flugzeuge in italienischem Dienst

### Deutsche Lieferungen für die Regia Aeronautica und die Aeronautica Nazionale Repubblicana
- Messerschmitt Bf 109 F/G/K (1935) – Jäger, ab 1943
- Messerschmitt Bf 110 C (1936) – Nachtjäger, ab 1942
- Dornier Do 217 J (1938) – Nachtjäger, ab 1942
- Junkers Ju 87 B/D Picchiatello (1935) – Sturzkampfbomber und Erdkampfflugzeug, ab 1940
- Junkers Ju 88 A (1936) – mittlerer Bomber, ab 1943
- Fieseler Fi 156 C Storch (1936) – Verbindungsflugzeug

### Alliierte Lieferungen für die Aeronautica Cobelligerante Italiana
- Bell P-39 Airacobra (1938) – Jäger
- Supermarine Spitfire Mk V (1936) – Jäger
- Martin Baltimore (1941) – leichter Bomber

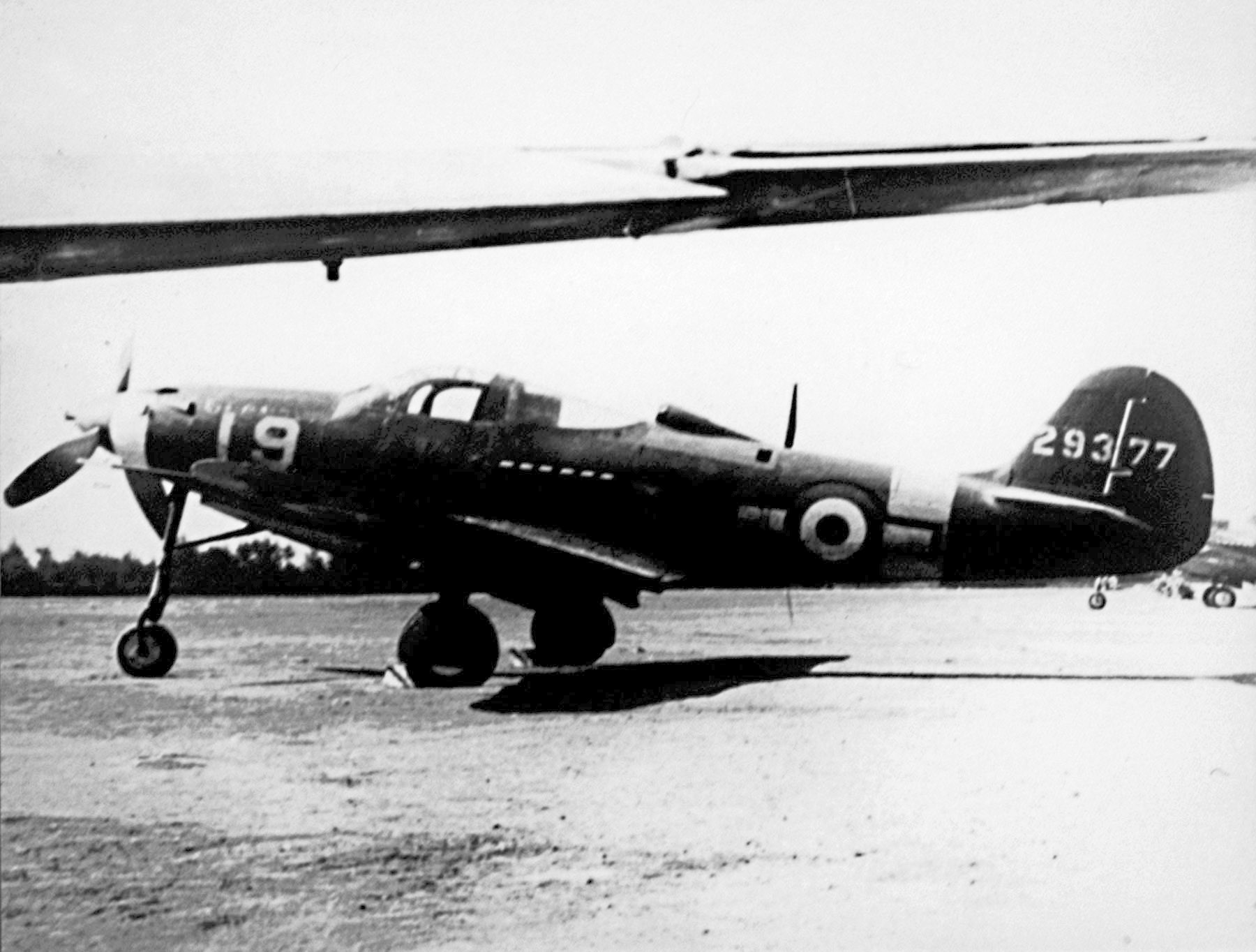
Bell P-39N

### Ehemals französische Beuteflugzeuge
Flugzeuge der Armée de l’Air kamen zum kleineren Teil nach der Niederlage Frankreichs im Juni 1940 und dann in größerem Umfang nach der deutsch-italienischen Besetzung Südfrankreichs im November 1942 und der damit einhergehenden Auflösung der Streitkräfte des Vichy-Regimes in italienischen Besitz.
- Dewoitine D.520 (1938) – Jäger, ab 1940; zum Teil 1942 von Deutschland im Tausch für LeO 451 erhalten
- Morane-Saulnier MS.406 (1935) – Jäger, ab 1943
- Potez 630/631 (1936) – Jägervarianten der Potez 63, ab 1943
- Breguet Br. 693 (1938) – Erdkampfflugzeug, vor allem zu Trainings- und Verbindungszwecken, aber auch als Aufklärer genutzt
- Lioré et Olivier LeO 451 (1937) – mittlerer Bomber, ab 1941
- Potez 63-11 (1938) – Aufklärervariante der Potez 63, ab 1943
- Caudron C.635 Simoun (1934) – Verbindungsflugzeug, ab 1943
- Caudron C.445 Goéland (1934) – Mehrzweckflugzeug, ab 1943
- Morane-Saulnier MS.230 (1929) – Schulflugzeug, ab 1943

### Ehemals jugoslawische Beuteflugzeuge
Nach der deutsch-italienischen Besetzung Jugoslawiens im April 1941 übernahm die Regia Aeronautica Flugzeuge der Königlich Jugoslawischen Luftstreitkräfte. Zahlenmäßig von einiger Bedeutung waren nur die Schulflugzeuge Fizir FP-2 und Bücker Bü 131 sowie der Küstenaufklärer SIM-XIV-H.
- Hawker Fury (1931) – Doppeldecker-Jäger
- Hawker Hurricane Mk I (1935) – Jäger
- Dornier Do 17 Kb-1 (1934) – mittlerer Bomber
- Rogožarski Fizir F1 (1925) – Doppeldecker-Schulflugzeug
- Zmaj Fizir FP-2 (1933) – Doppeldecker-Schulflugzeug
- Rogožarski PVT (1934) – Doppeldecker-Schulflugzeug
- Bücker Bü 131 Jungmann (1934) – Schulflugzeug
- Rogožarski SIM-XIV-H (1938) – See-Küstenaufklärer und Schulflugzeug

### Ehemals britische und US-amerikanische Beuteflugzeuge
Während der von 1940 bis 1943 in Nordafrika, im Mittelmeerraum und in Süditalien stattfindenden Kampfhandlungen wurden einige wenige alliierte Flugzeuge erbeutet und mit italienischen Kennungen versehen.
- Bristol Beaufighter Mk I (1939) – Jäger
- Lockheed P-38 Lightning (1939) – Jäger, eine Maschine erbeutet und damit 1943 bei Rom einen schweren US-Bomber Boeing B-17 abgeschossen
- Fairey Swordfish (1934) – Torpedobomber
- Fairey Albacore (1938) – Torpedobomber
- Bristol Blenheim Mk IV (1935) – leichter Bomber
- Consolidated B-24 Liberator (1939) – schwerer Bomber, eine Maschine erbeutet und geflogen und dann im Sommer 1943 mit Zivilkennung I-RAIN nach Deutschland überführt